# G1 Climax 34
 (novembre 2024).
Le G1 Climax 34 est la 34e édition du tournoi de catch annuel présenté par la New Japan Pro-Wrestling. Cette édition s'est déroulée du 20 juillet au 18 août 2024, où Zack Sabre, Jr. bat Yota Tsuji en finale,.
Dans cette édition, le tournoi revient à une formule comprenant deux blocs pour la phase de poules. Avec les trois premiers catcheurs de chaque bloc se qualifiant pour la phase finale.

## Règles
Le tournoi du G1 Climax est un tournoi dont la majeure partie des matchs se passent dans une phase de poules. Elle est composée cette année de deux blocs A et B de 10 catcheurs dans lesquels les participants vont tous s'affronter dans des combats simples. Le vainqueur du match gagne 2 points, le perdant ne gagne aucun point. Si la durée du match atteint la limite de trente minutes où si les deux participants sont disqualifiés, il y a match nul et chaque participant gagne 1 point.
À la fin de la phase de poules, les 2e et 3e de chaque bloc s'affrontent, les vainqueurs du match affrontent ensuite les 1er de leur groupe pour se qualifier en finale,.

## Participants
Cette édition revient à une formule en deux blocs constitués chacun de dix participants. Dix-huit catcheurs sont sélectionnés d'office pour participer au tournoi, et 12 catcheurs participent à des qualifications pour obtenir une place dans l'un des deux blocs. La liste des participants a été révélée le 16 juin 2024. On y retrouve des vétérans et anciens vainqueurs comme le vainqueur de l'édition précédente et actuel champion du monde poids lourds IWGP Tetsuya Naitō, mais également de nouveaux participants comme Yuya Uemura (en), et des invités d'autres compagnies comme Jake Lee de la Pro Wrestling NOAH et Kōnosuke Takeshita de la All Elite Wrestling et de la DDT Pro-Wrestling.

Participants dans le bloc A
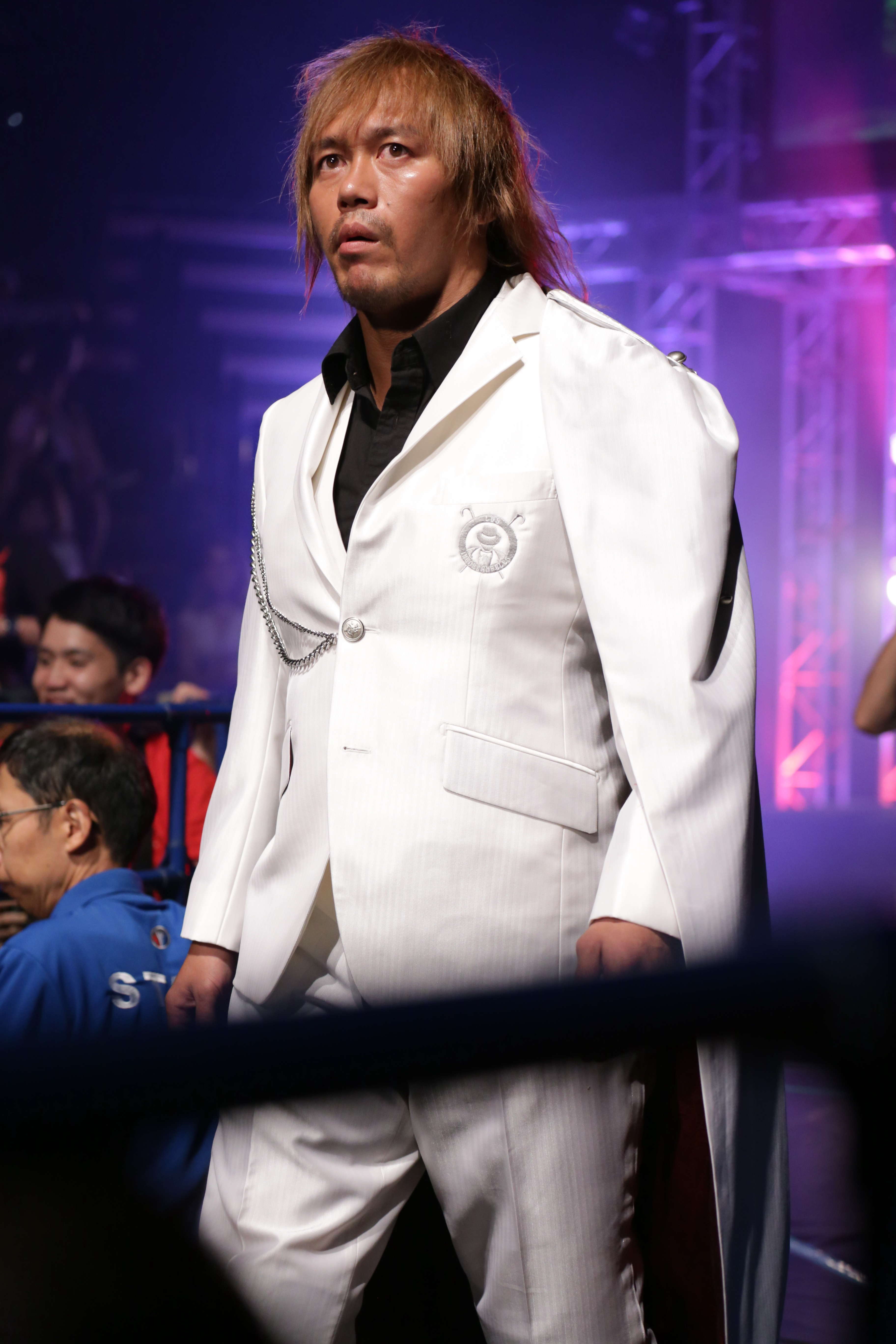
Tetsuya Naitō
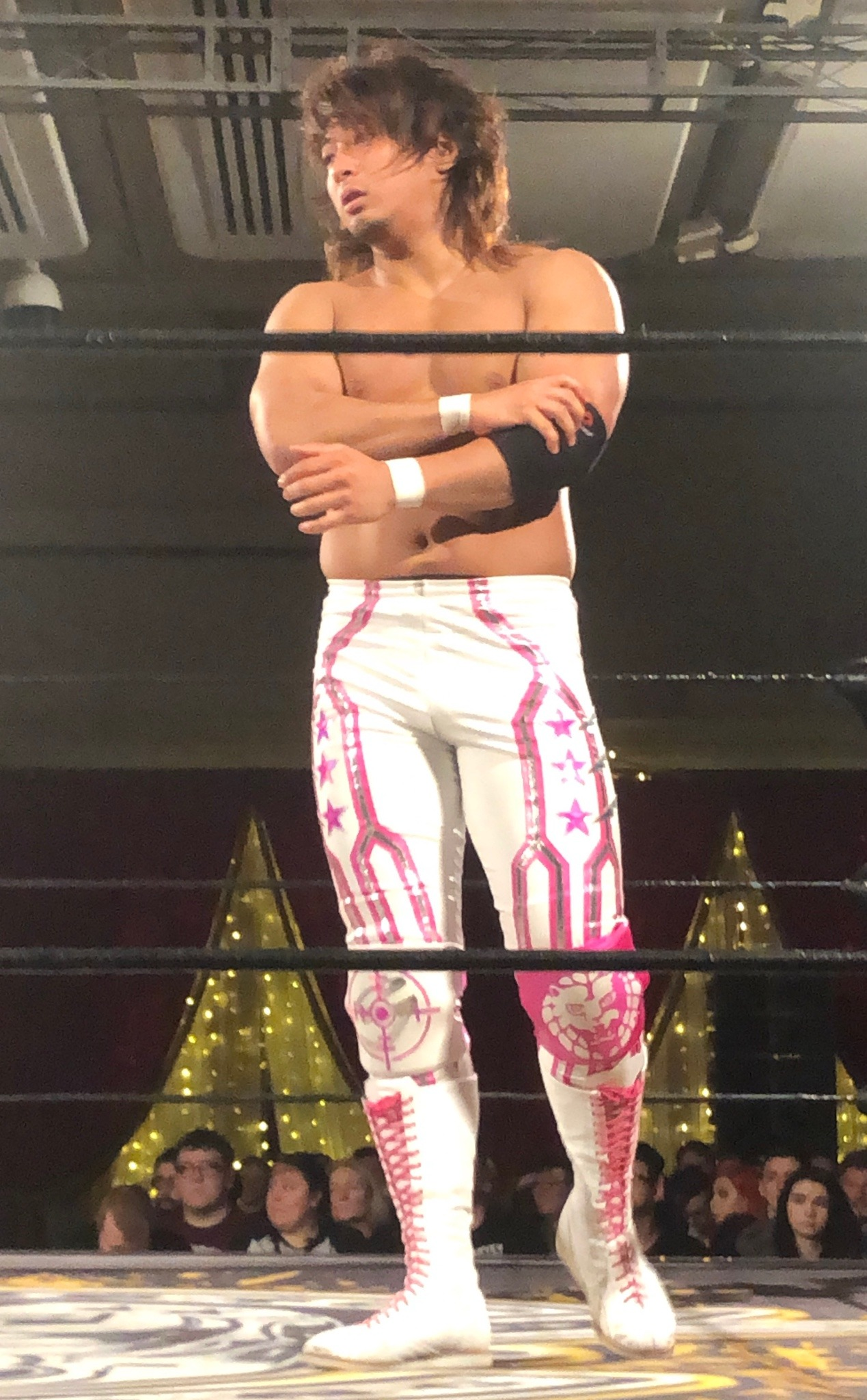
Shota Umino
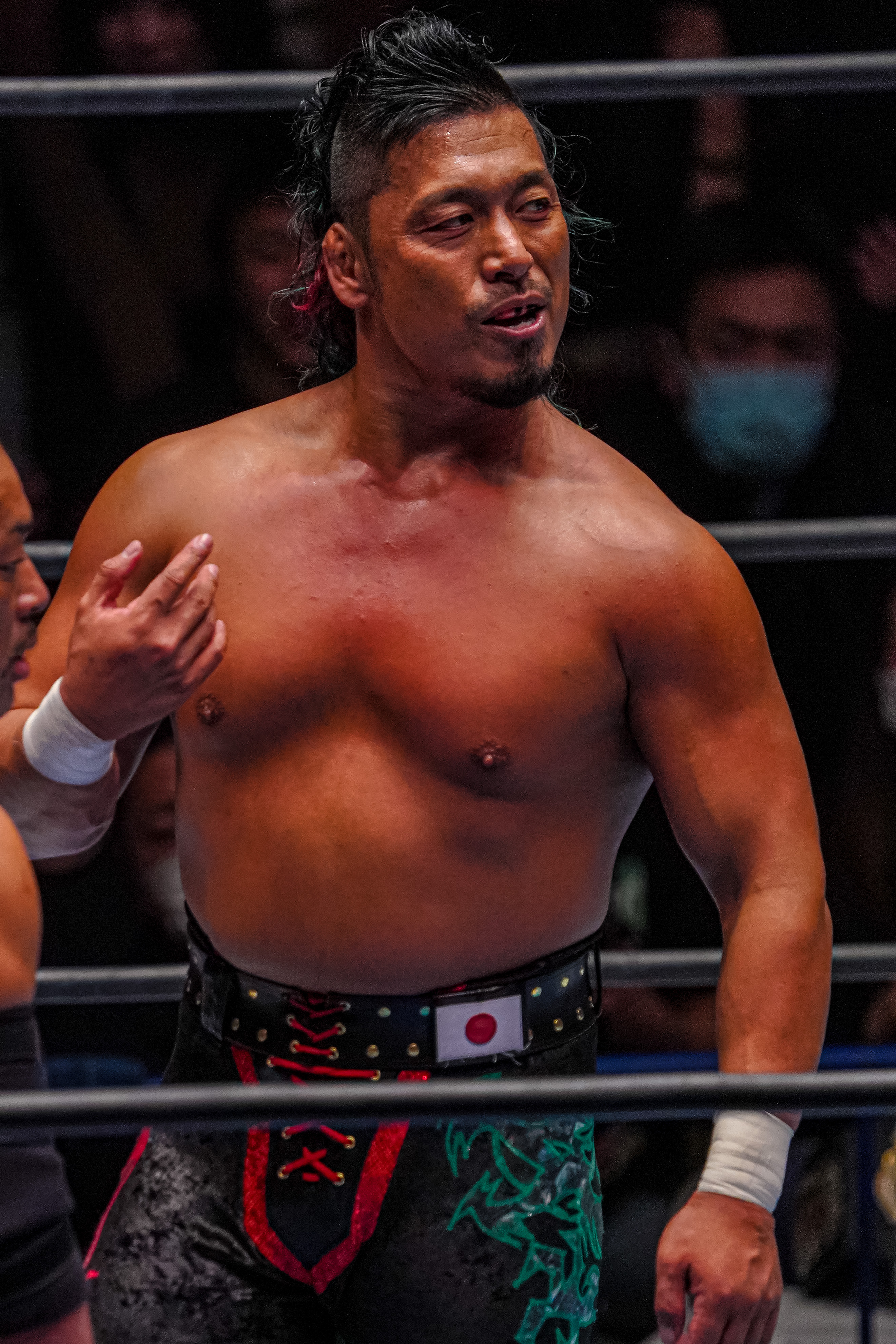
Shingo Takagi
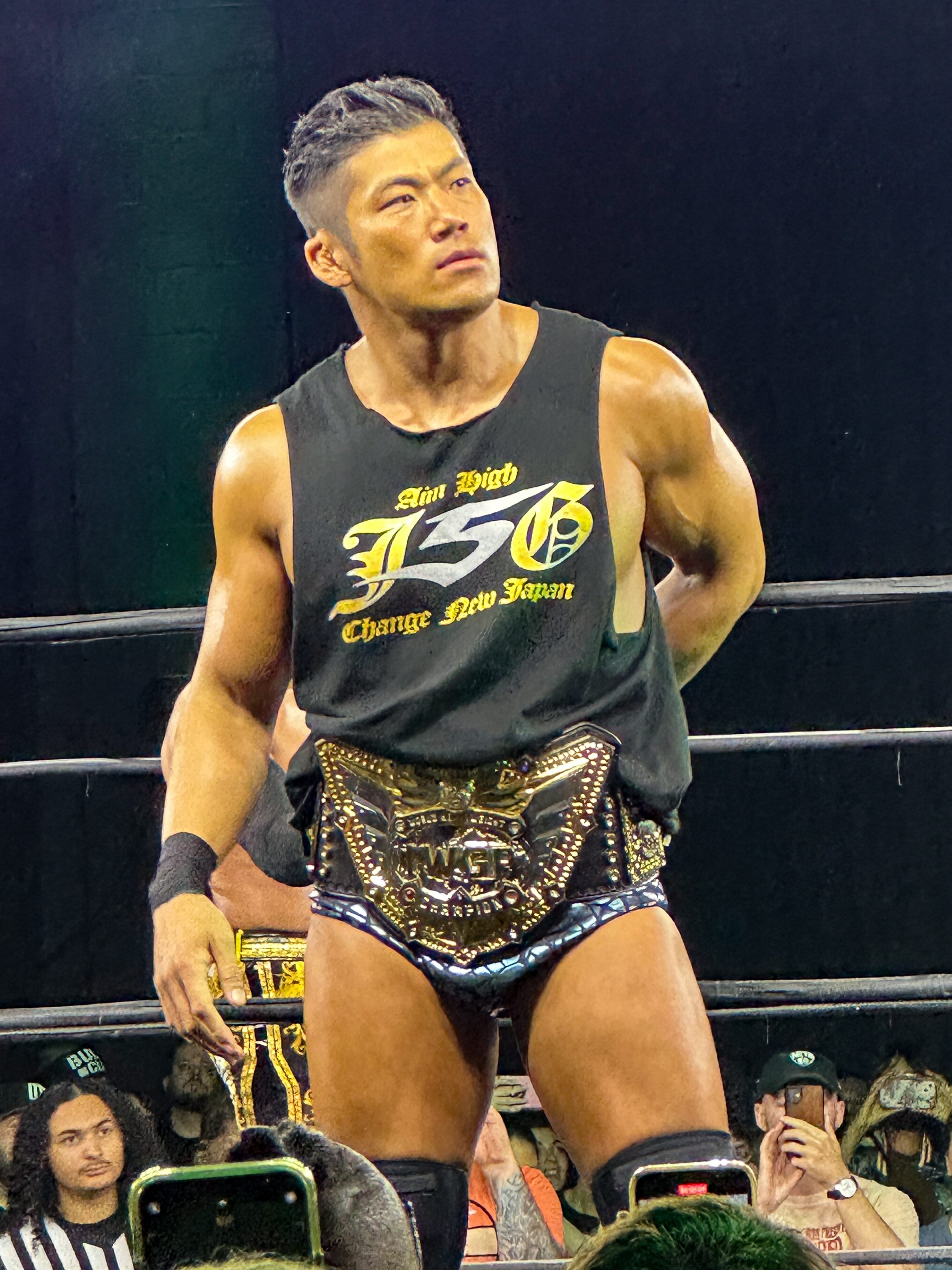
Sanada
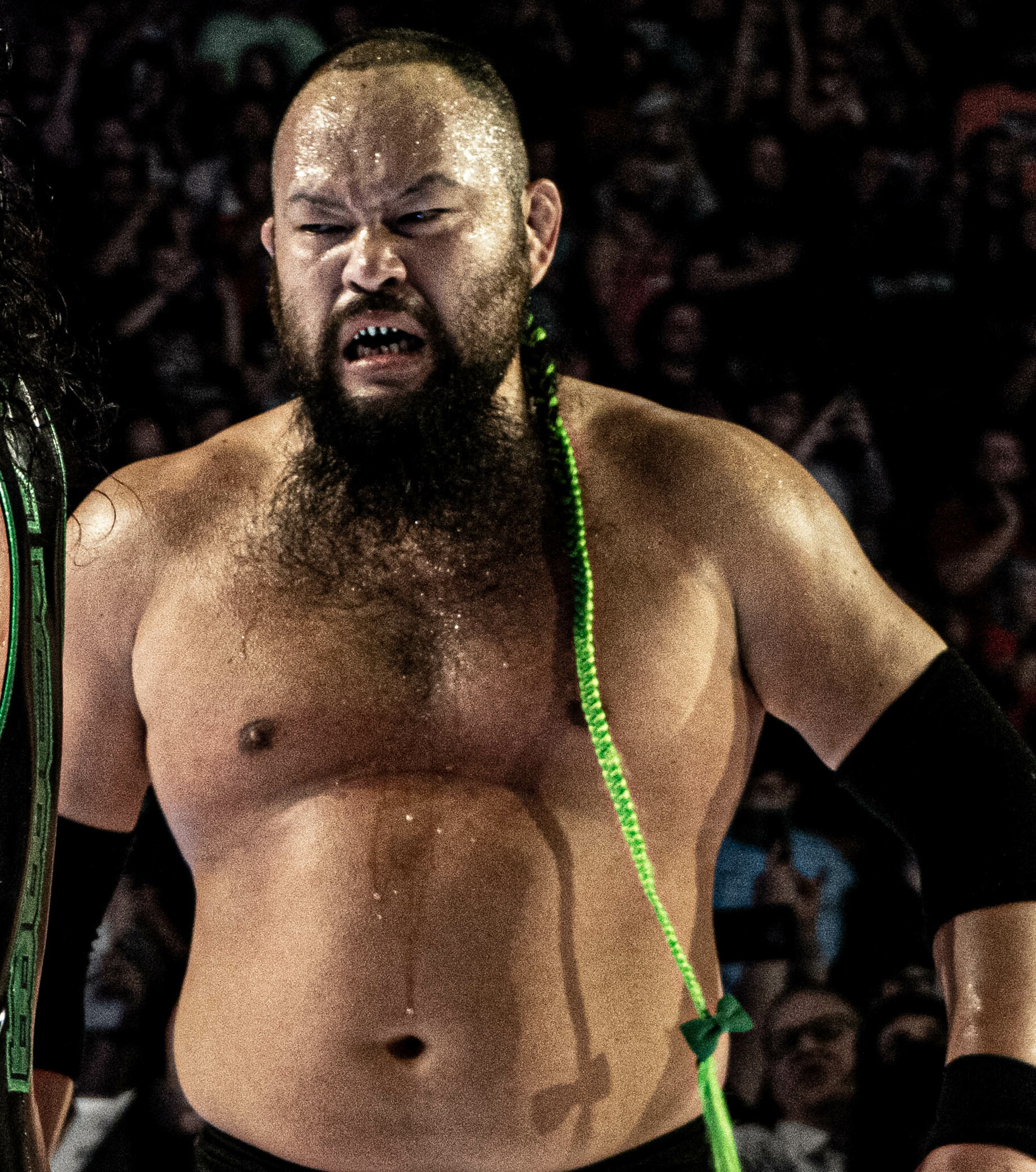
Great-O-Khan
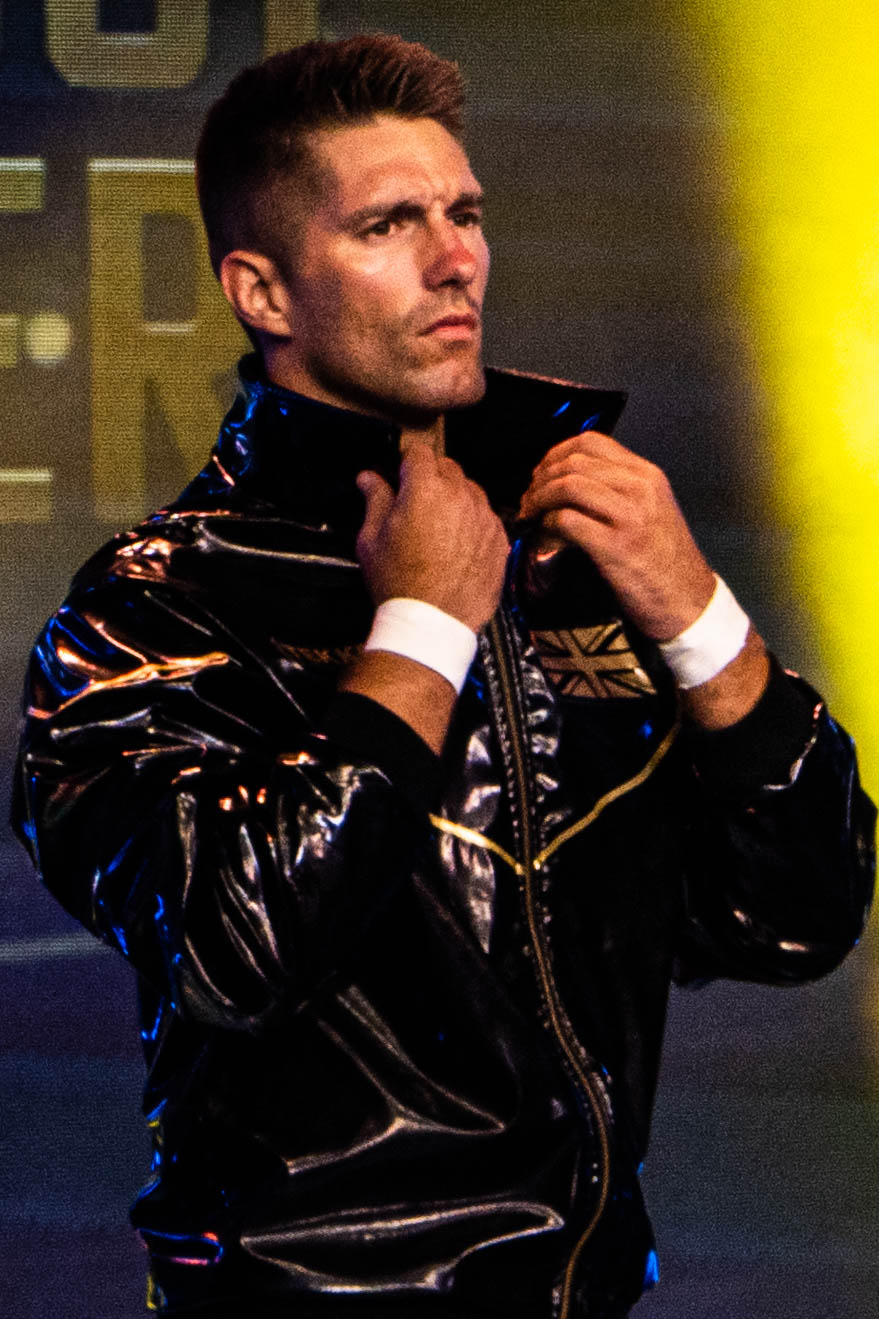
Zack Sabre, Jr.
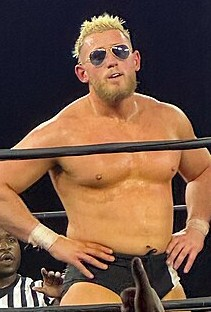
Gabe Kidd (en)
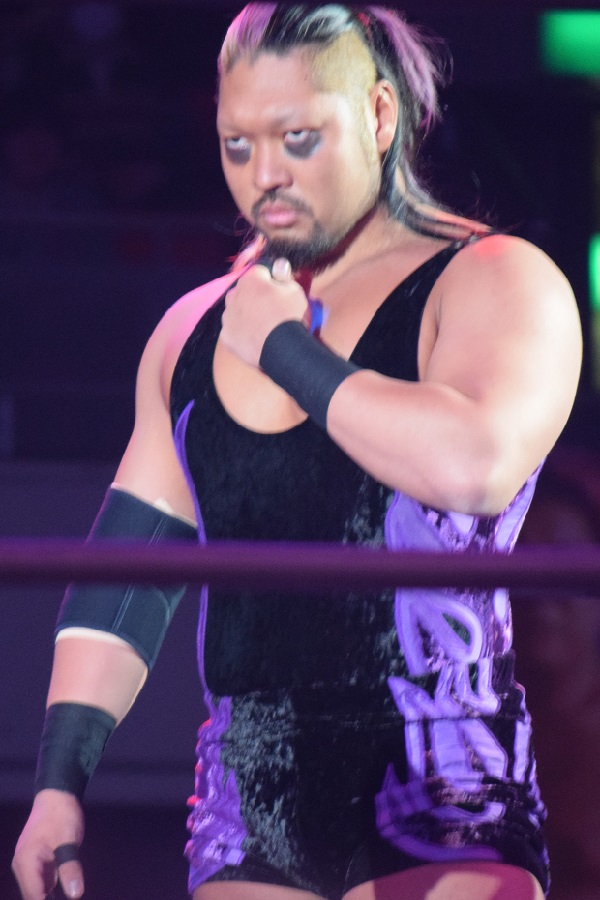
Evil
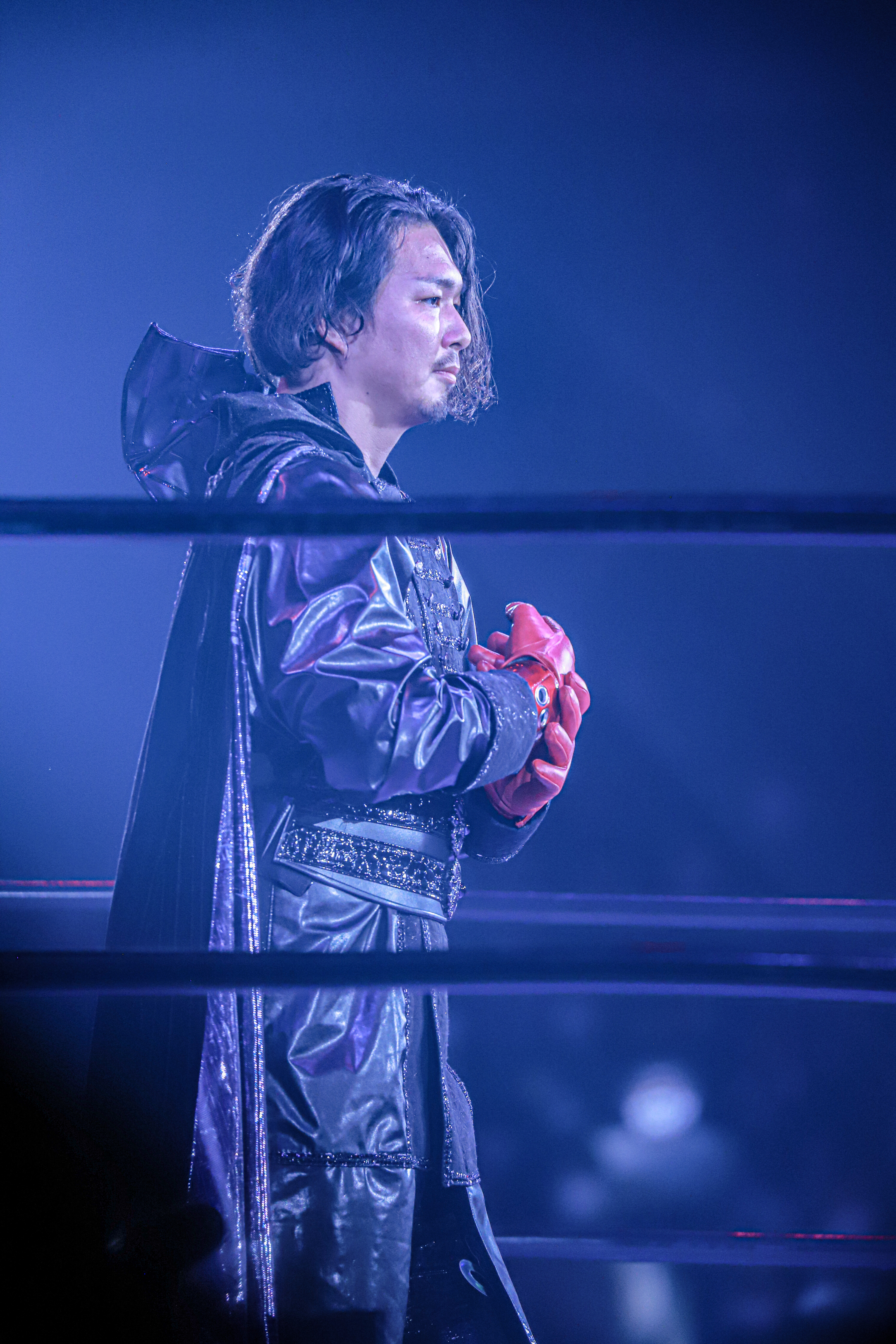
Jake Lee
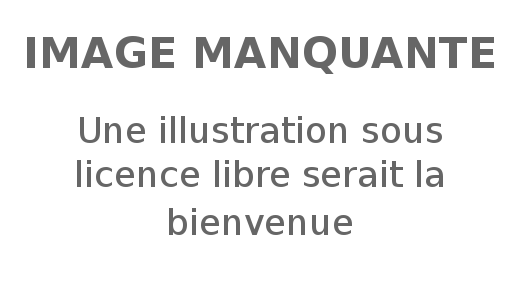
Callum Newman (en)

Participants dans le bloc B
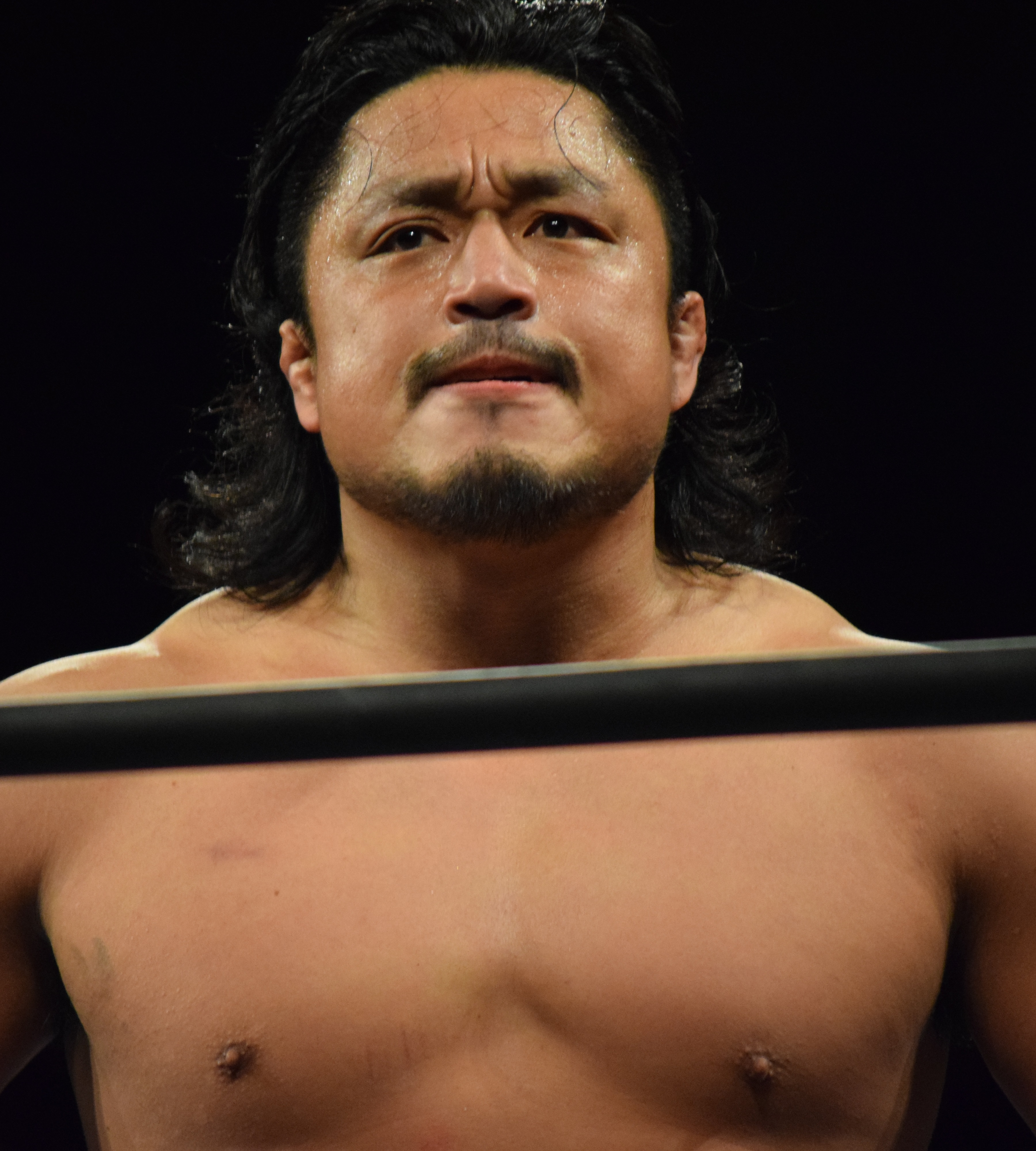
Hirooki Gotō
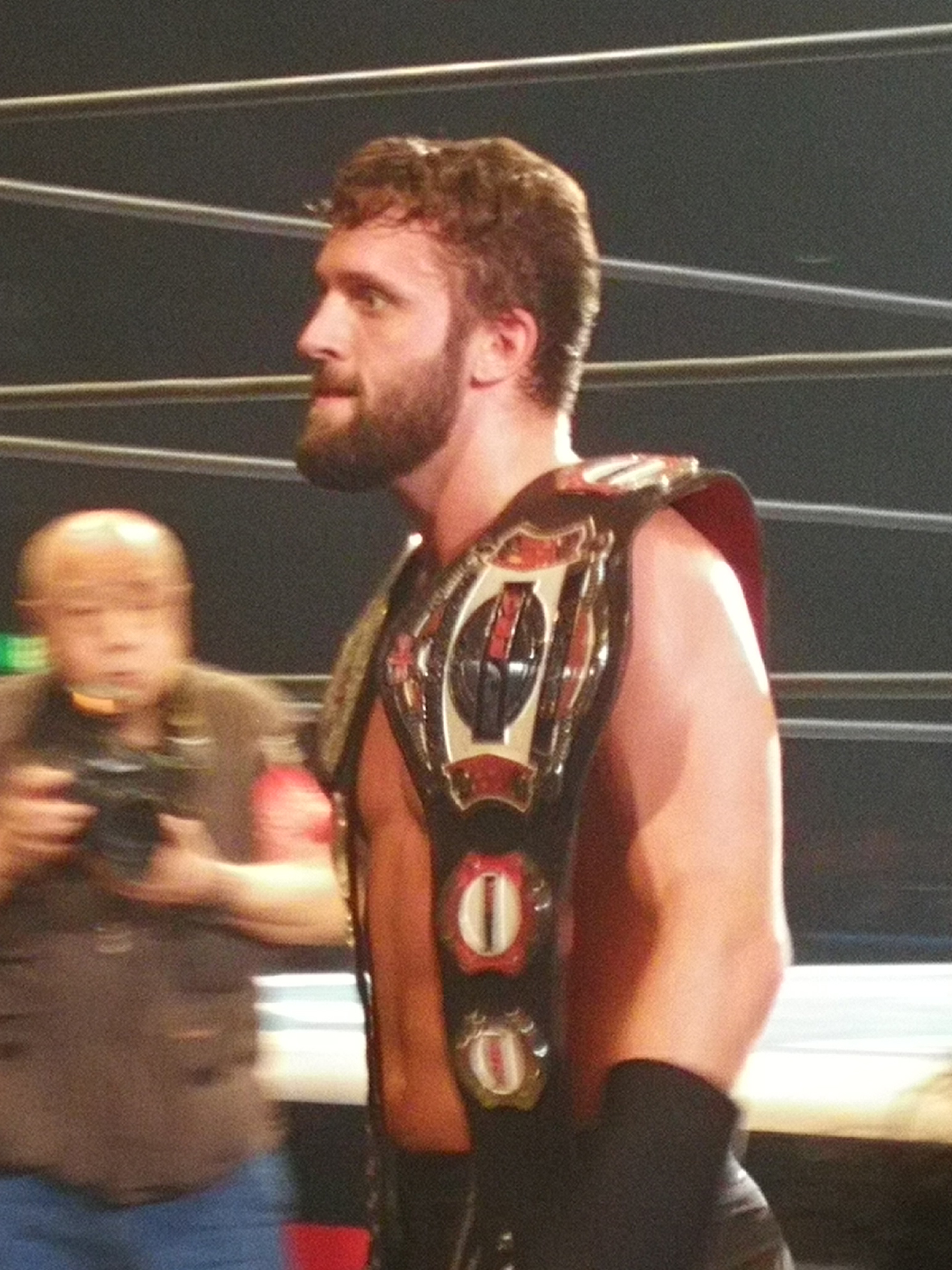
El Phantasmo
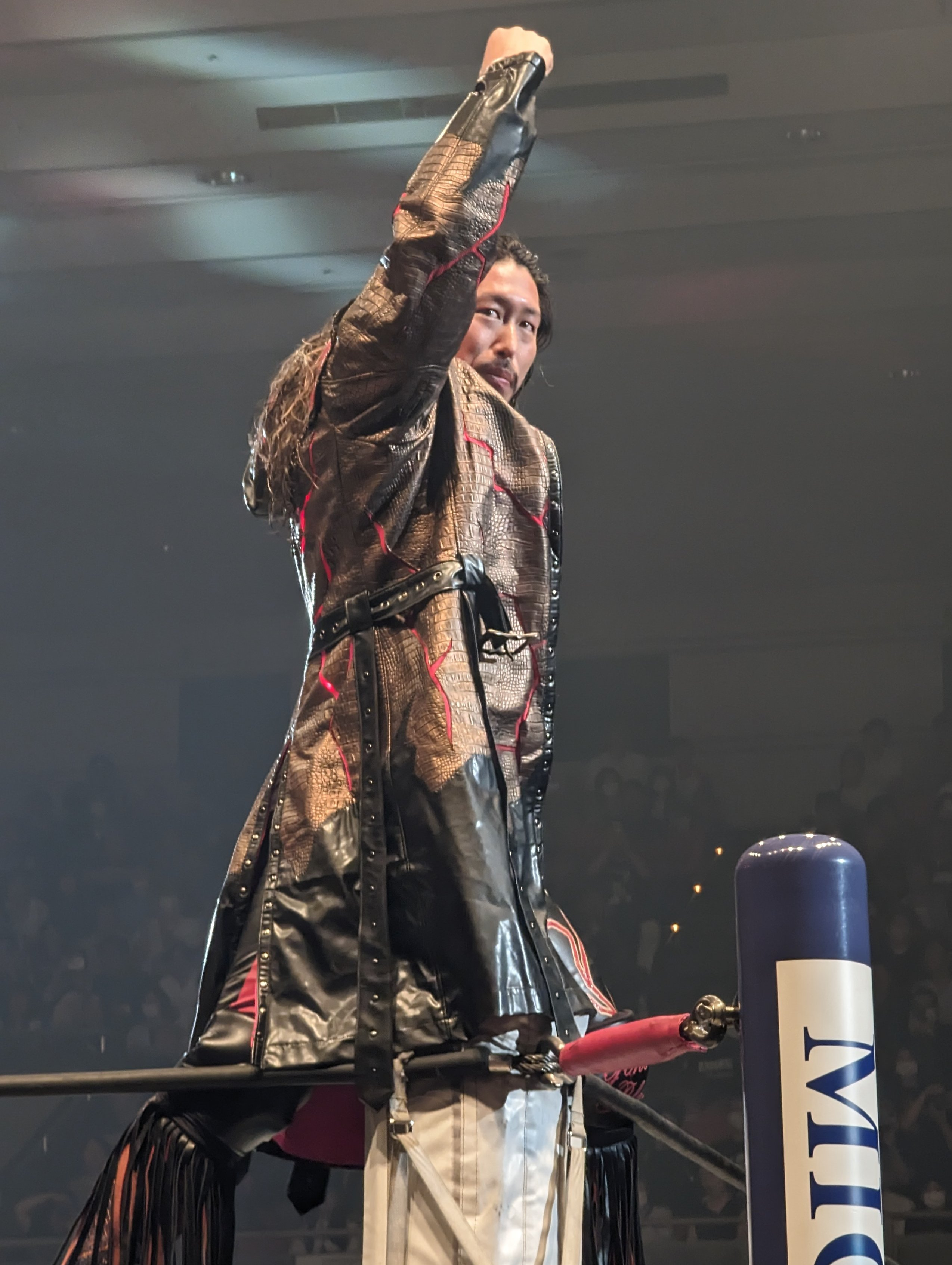
Yota Tsuji
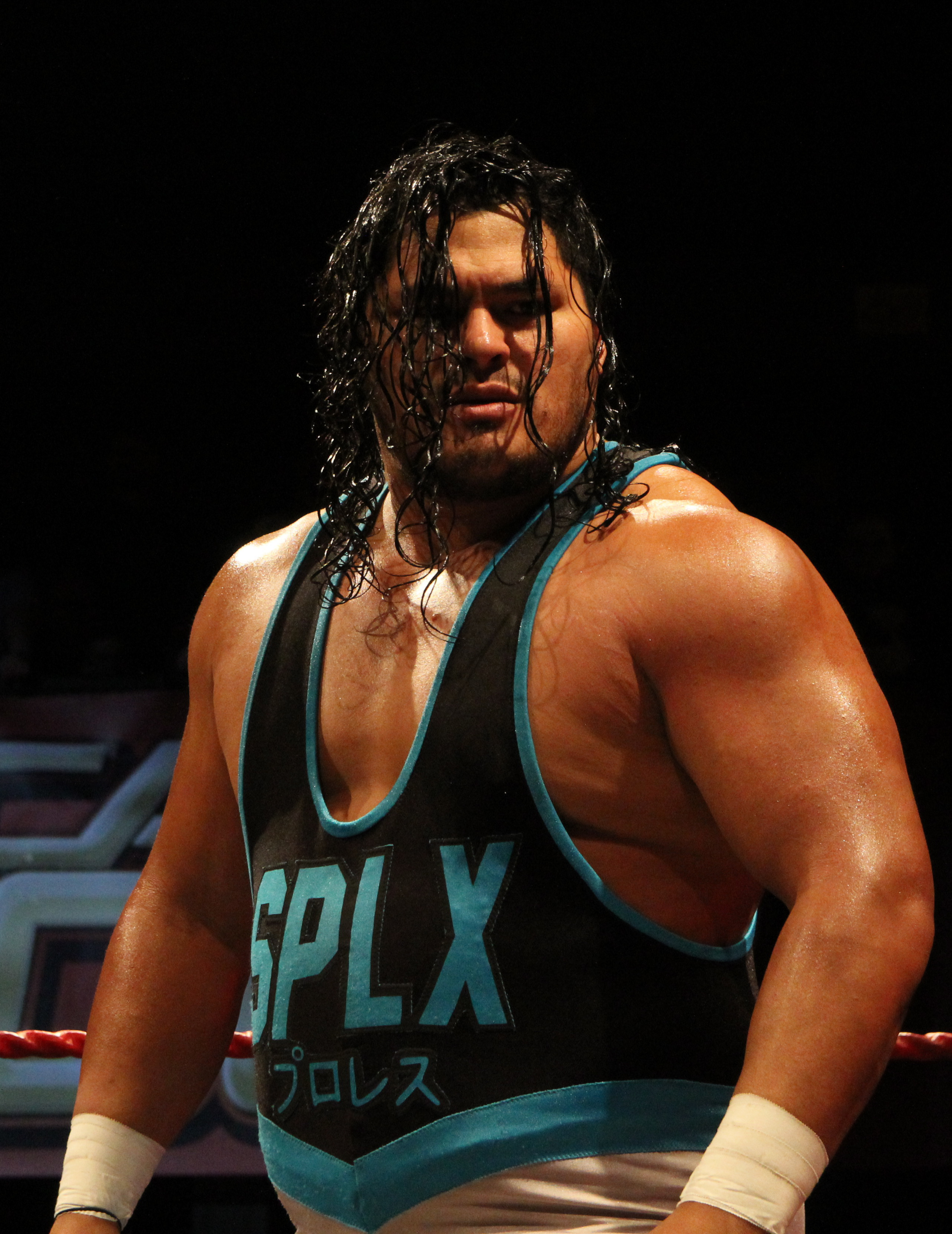
Jeff Cobb
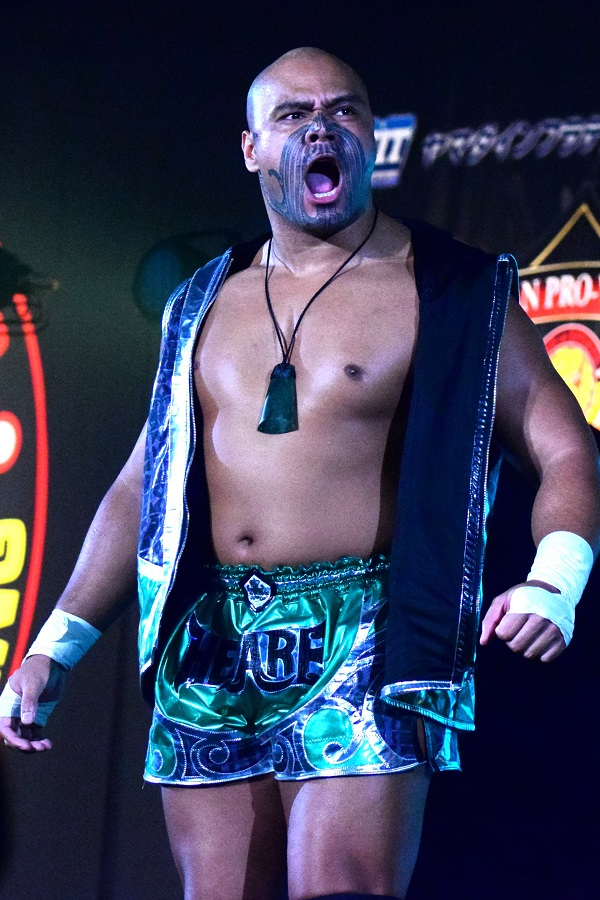
Henare
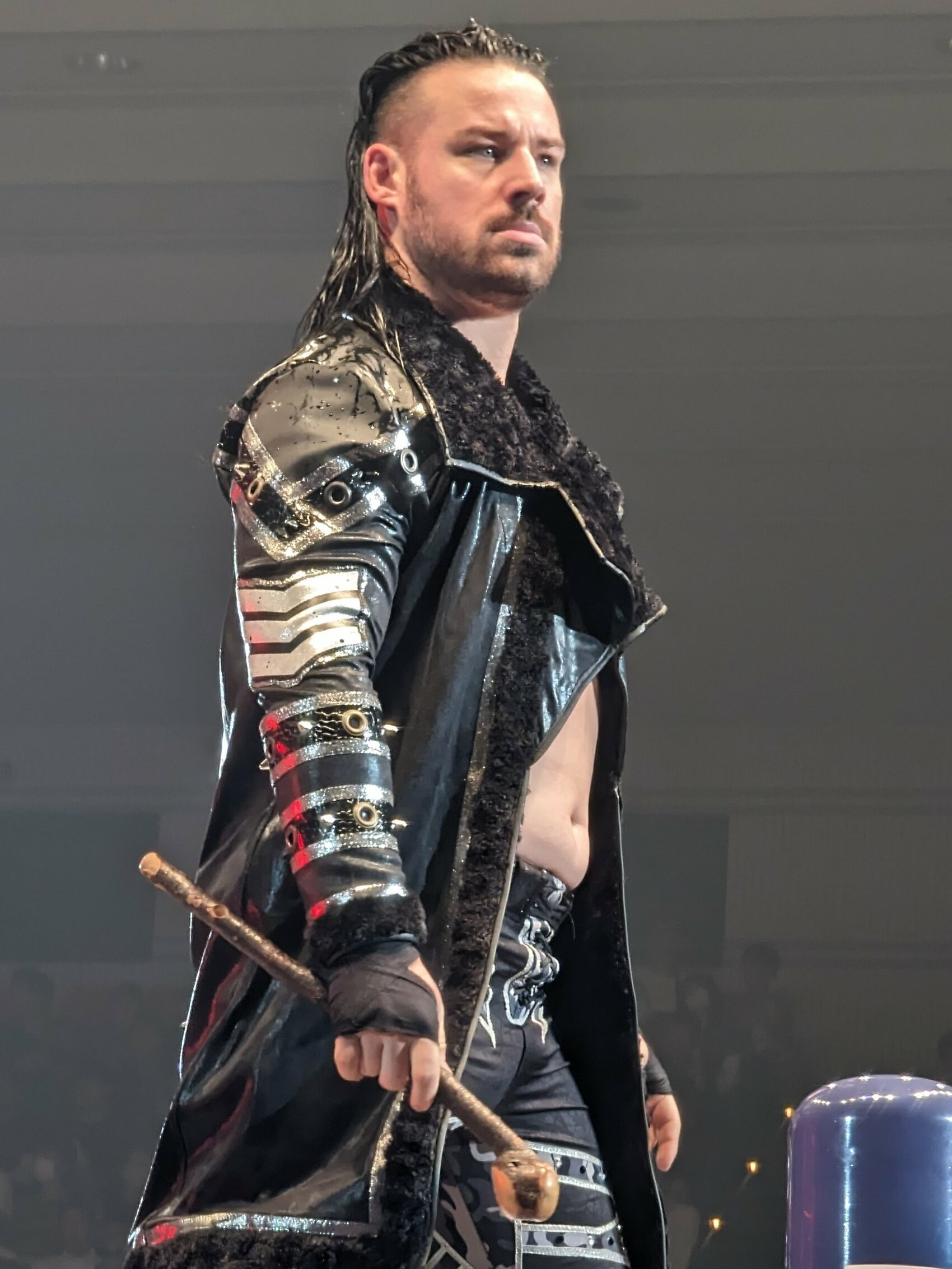
David Finlay
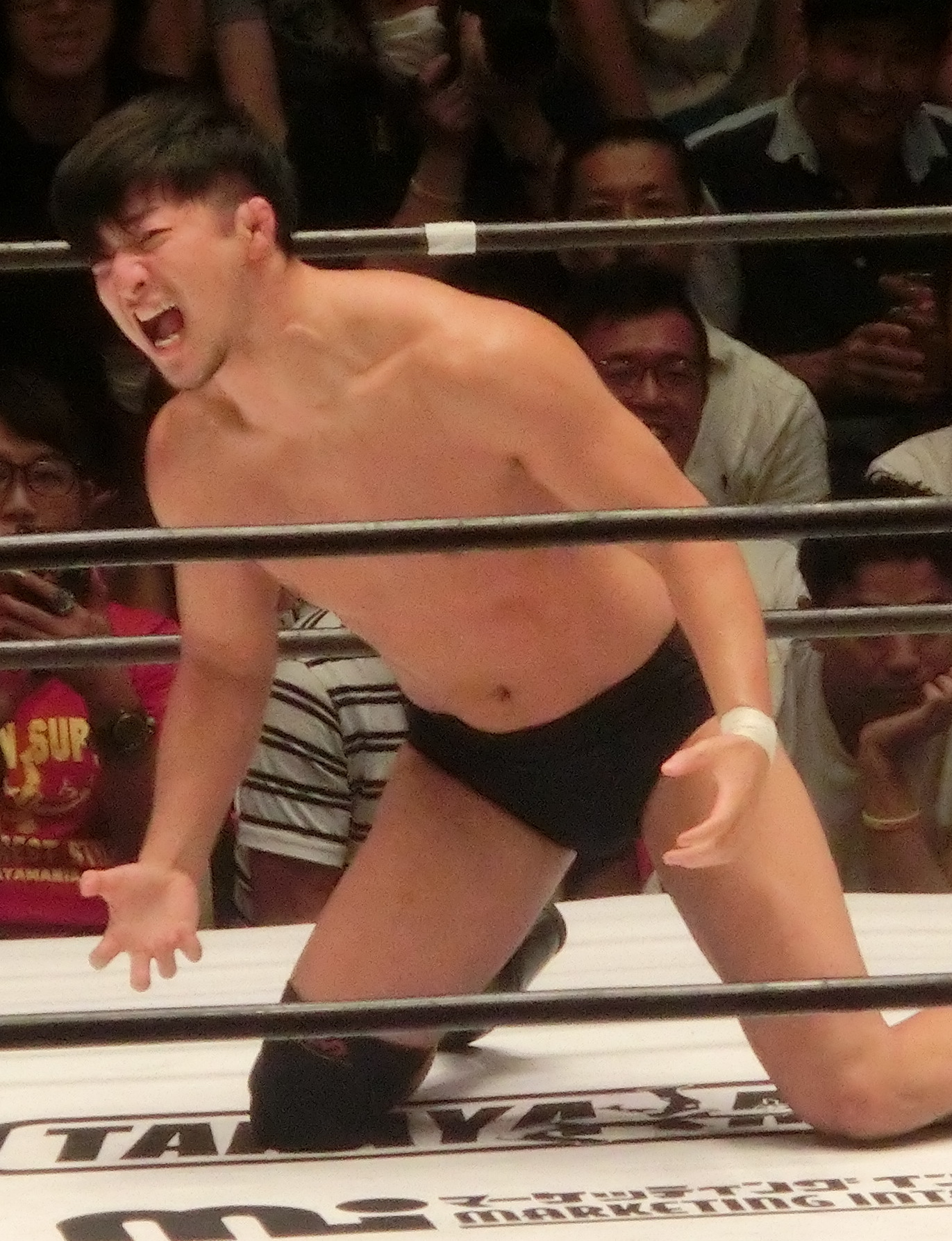
Ren Narita
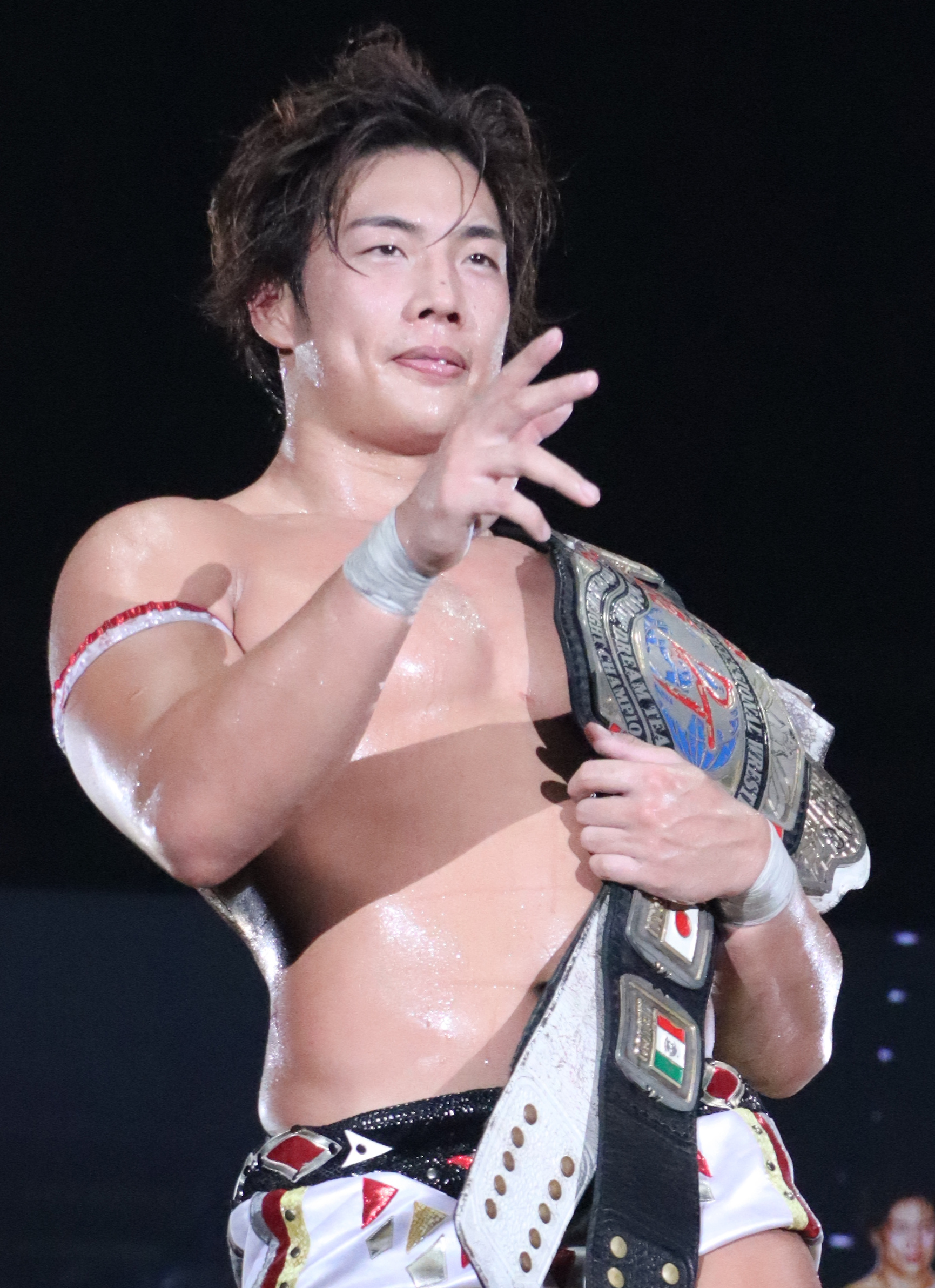
Kōnosuke Takeshita
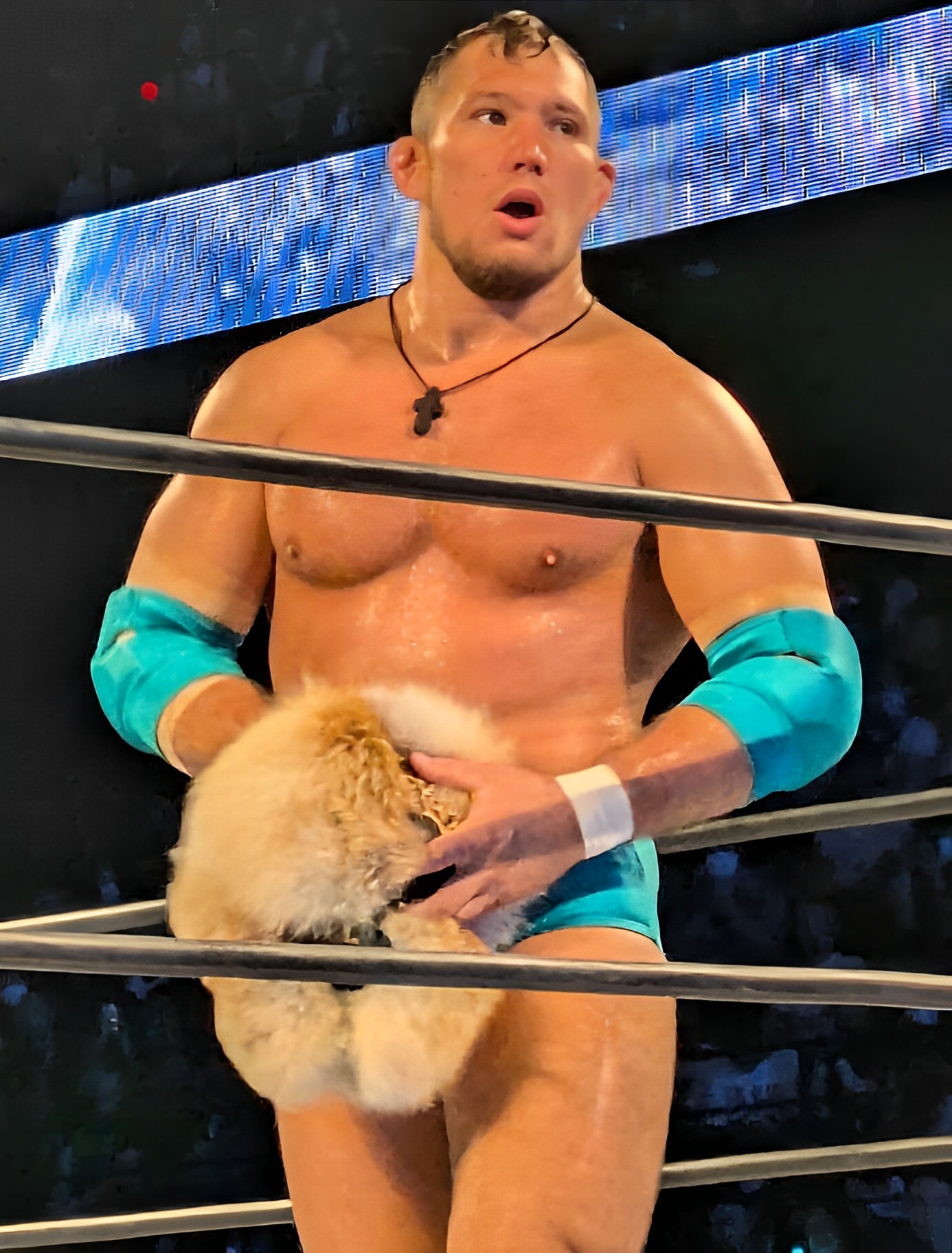
Boltin Oleg (en)

| Bloc | Catcheur           | Participation | Clan/Fédération                           | Notes                                                                               |
| ---- | ------------------ | ------------- | ----------------------------------------- | ----------------------------------------------------------------------------------- |
| A    | Tetsuya Naitō      | 15e           | Los Ingobernables de Japon                | Champion du monde poids lourds IWGP, 3 fois vainqueur du tournoi (2013, 2017, 2023) |
| A    | Shota Umino        | 2e            | New Japan Pro-Wrestling                   | -                                                                                   |
| A    | Shingo Takagi      | 6e            | Los Ingobernables de Japon                | -                                                                                   |
| A    | Sanada             | 9e            | Just 5 Guys                               | -                                                                                   |
| A    | Great-O-Khan       | 4e            | United Empire                             | Champion KOPW                                                                       |
| A    | Zack Sabre, Jr.    | 8e            | TMDK                                      | -                                                                                   |
| A    | Gabe Kidd (en)     | 2e            | Bullet Club War Dogs                      | Champion Strong toutes catégories                                                   |
| A    | Evil               | 9e            | House of Torture                          | -                                                                                   |
| A    | Jake Lee           | 1re           | Bullet Club War Dogs / Pro Wrestling NOAH | -                                                                                   |
| A    | Callum Newman (en) | 1re           | United Empire                             | -                                                                                   |
| B    | Hirooki Gotō       | 17e           | Chaos                                     | 1 fois vainqueur du tournoi (2008)                                                  |
| B    | El Phantasmo       | 3e            | Guerrillas of Destiny                     | -                                                                                   |
| B    | Yota Tsuji         | 2e            | Los Ingobernables de Japon                | -                                                                                   |
| B    | Yuya Uemura (en)   | 1re           | Just 5 Guys                               | -                                                                                   |
| B    | Jeff Cobb          | 6e            | United Empire                             | Champion du monde de télévision du NJPW World                                       |
| B    | Henare             | 3e            | United Empire                             | Champion NEVER toutes catégories                                                    |
| B    | David Finlay       | 3e            | Bullet Club War Dogs                      | Champion global poids lourds IWGP                                                   |
| B    | Ren Narita         | 2e            | House of Torture                          | -                                                                                   |
| B    | Kōnosuke Takeshita | 1re           | DDT / AEW                                 | -                                                                                   |
| B    | Boltin Oleg (en)   | 1re           | New Japan Pro-Wrestling                   | Champion NEVER toutes catégories par trio - (avec Hiroshi Tanahashi et Toru Yano)   |

La phase de qualifications concerne 12 catcheurs, soit 6 par bloc. On y retrouve des vétérans comme Hiroshi Tanahashi et Satoshi Kojima et des catcheurs n'ayant jamais participé au tournoi comme Boltin Oleg (en) et TJP.
| Qualifications pour le bloc A | Qualifications pour le bloc B |
| ----------------------------- | ----------------------------- |
| Tomohiro Ishii                | Hiroshi Tanahashi             |
| Yoshi-Hashi                   | Toru Yano                     |
| Callum Newman (en)            | Boltin Oleg (en)              |
| Kenta                         | Satoshi Kojima                |
| Chase Owens                   | Taichi                        |
| Yujiro Takahashi              | TJP                           |

## Résultats

### Qualifications
Les qualifications se sont déroulées du 22 juin au 5 juillet lors de New Japan Soul 2024. Pour chaque bloc, 6 catcheurs doivent se qualifier dans une phase à éliminations directes. Les qualifications sont remportées par Callum Newman (en) pour le bloc A, et Oleg Boltin (en) pour le bloc B.

Qualifications pour le bloc A :
|  | Quarts de finale   | Quarts de finale   |                |       | Demi-finales     | Demi-finales     |  |  | Finale           | Finale           |
|  | Quarts de finale   | Quarts de finale   |                |       | Demi-finales     | Demi-finales     |  |  | Finale           | Finale           |
|  |                    |                    |                |       |                  |                  |  |  |                  |                  |
|  | 22 juin, Fukushima | 22 juin, Fukushima |                |       | 3 juillet, Tokyo | 3 juillet, Tokyo |  |  | 5 juillet, Tokyo | 5 juillet, Tokyo |
|  | 22 juin, Fukushima | 22 juin, Fukushima |                |       | 3 juillet, Tokyo | 3 juillet, Tokyo |  |  | 5 juillet, Tokyo | 5 juillet, Tokyo |
|  | 22 juin, Fukushima | 22 juin, Fukushima | Tomohiro Ishii | 26:01 |                  |                  |  |  | 5 juillet, Tokyo | 5 juillet, Tokyo |
|  | Yoshi-Hashi        | Tombé              | Tomohiro Ishii | 26:01 |                  |                  |  |  | 5 juillet, Tokyo | 5 juillet, Tokyo |
|  | Yoshi-Hashi        | Tombé              | Yoshi-Hashi    | Tombé |                  |                  |  |  | 5 juillet, Tokyo | 5 juillet, Tokyo |
|  | Chase Owens        | 14:01              | Yoshi-Hashi    | Tombé |                  |                  |  |  | 5 juillet, Tokyo | 5 juillet, Tokyo |
|  | Chase Owens        | 14:01              |                |       | Yoshi-Hashi      | 11:59            |  |  |                  |                  |
|  |                    |                    |                |       | Yoshi-Hashi      | 11:59            |  |  |                  |                  |
|  |                    | Callum Newman (en) | Tombé          |       |                  |                  |  |  |                  |                  |
|  | Callum Newman (en) | Callum Newman (en) | Tombé          | Tombé |                  |                  |  |  |                  |                  |
|  | Callum Newman (en) | Callum Newman (en) | Tombé          | Tombé |                  |                  |  |  |                  |                  |
|  | Yujiro Takahashi   | Callum Newman (en) | Tombé          | 12:12 |                  |                  |  |  |                  |                  |
|  | Yujiro Takahashi   | Kenta              | 14:38          | 12:12 |                  |                  |  |  |                  |                  |
|  |                    | Kenta              | 14:38          |       |                  |                  |  |  |                  |                  |

Qualifications pour le bloc B :
|  | Quarts de finale | Quarts de finale |                   |       | Demi-finales     | Demi-finales     |  |  | Finale           | Finale           |
|  | Quarts de finale | Quarts de finale |                   |       | Demi-finales     | Demi-finales     |  |  | Finale           | Finale           |
|  |                  |                  |                   |       |                  |                  |  |  |                  |                  |
|  | 23 juin, Kamisu  | 23 juin, Kamisu  |                   |       | 3 juillet, Tokyo | 3 juillet, Tokyo |  |  | 5 juillet, Tokyo | 5 juillet, Tokyo |
|  | 23 juin, Kamisu  | 23 juin, Kamisu  |                   |       | 3 juillet, Tokyo | 3 juillet, Tokyo |  |  | 5 juillet, Tokyo | 5 juillet, Tokyo |
|  | 23 juin, Kamisu  | 23 juin, Kamisu  | Hiroshi Tanahashi | 6:50  |                  |                  |  |  | 5 juillet, Tokyo | 5 juillet, Tokyo |
|  | Toru Yano        | 9:16             | Hiroshi Tanahashi | 6:50  |                  |                  |  |  | 5 juillet, Tokyo | 5 juillet, Tokyo |
|  | Toru Yano        | 9:16             | Boltin Oleg (en)  | Tombé |                  |                  |  |  | 5 juillet, Tokyo | 5 juillet, Tokyo |
|  | Boltin Oleg (en) | Soum.            | Boltin Oleg (en)  | Tombé |                  |                  |  |  | 5 juillet, Tokyo | 5 juillet, Tokyo |
|  | Boltin Oleg (en) | Soum.            |                   |       | Boltin Oleg (en) | Tombé            |  |  |                  |                  |
|  |                  |                  |                   |       | Boltin Oleg (en) | Tombé            |  |  |                  |                  |
|  |                  | Taichi           | 16:27             |       |                  |                  |  |  |                  |                  |
|  | Satoshi Kojima   | Taichi           | 16:27             | 12:50 |                  |                  |  |  |                  |                  |
|  | Satoshi Kojima   | TJP              | 19:26             | 12:50 |                  |                  |  |  |                  |                  |
|  | TJP              | TJP              | 19:26             | Tombé |                  |                  |  |  |                  |                  |
|  | TJP              | Taichi           | Tombé             | Tombé |                  |                  |  |  |                  |                  |
|  |                  | Taichi           | Tombé             |       |                  |                  |  |  |                  |                  |

### Phase de poules
La phase de poules se déroule en 16 journées, commençant le 20 juillet et se terminant le 14 août.

#### Journée 1
Le 20 juillet, au gymnase préfectoral d'Osaka,.
| Ordre | Bloc | Match                                                        | Temps |
| ----- | ---- | ------------------------------------------------------------ | ----- |
| 1     | B    | Boltin Oleg (en) (2 pts) bat Ren Narita (0 pts) par tombé    | 7:37  |
| 2     | A    | Callum Newman (en) (2 pts) bat Shota Umino (0 pts) par tombé | 9:46  |
| 3     | B    | Henare (2 pts) bat El Phantasmo (0 pts) par tombé            | 9:26  |
| 4     | A    | Zack Sabre, Jr. (2 pts) bat Great-O-Khan (0 pts) par tombé   | 11:11 |
| 5     | B    | Jeff Cobb (2 pts) bat Hirooki Gotō (0 pts) par tombé         | 7:24  |
| 6     | A    | Jake Lee (2 pts) bat Sanada (0 pts) par tombé                | 4:57  |
| 7     | B    | Yuya Uemura (en) (2 pts) bat David Finlay (0 pts) par tombé  | 16:23 |
| 8     | A    | Evil (2 pts) bat Gabe Kidd (en) (0 pts) par tombé            | 10:21 |
| 9     | B    | Kōnosuke Takeshita (2 pts) bat Yota Tsuji (0 pts) par tombé  | 17:12 |
| 10    | A    | Shingo Takagi (2 pts) bat Tetsuya Naitō (0 pts) par tombé    | 23:14 |

#### Journée 2
Le 21 juillet, au gymnase préfectoral d'Osaka,.
| Ordre | Bloc | Match                                                       | Temps |
| ----- | ---- | ----------------------------------------------------------- | ----- |
| 1     | A    | Sanada (2 pts) bat Callum Newman (en) (2 pts) par tombé     | 8:41  |
| 2     | B    | Henare (4 pts) bat Boltin Oleg (en) (2 pts) par tombé       | 8:05  |
| 3     | A    | Gabe Kidd (en) (2 pts) bat Great-O-Khan (0 pts) par tombé   | 12:01 |
| 4     | B    | Ren Narita (2 pts) bat El Phantasmo (0 pts) par tombé       | 14:16 |
| 5     | A    | Evil (4 pts) bat Jake Lee (2 pts) par tombé                 | 11:20 |
| 6     | B    | Yuya Uemura (en) (4 pts) bat Hirooki Gotō (0 pts) par tombé | 12:38 |
| 7     | A    | Shota Umino (2 pts) bat Shingo Takagi (2 pts) par tombé     | 18:22 |
| 8     | A    | Zack Sabre, Jr. (4 pts) bat Tetsuya Naitō (0 pts) par tombé | 16:03 |
| 9     | B    | Yota Tsuji (2 pts) bat David Finlay (0 pts) par tombé       | 19:50 |

#### Journée 3
Le 23 juillet, au Sun Plaza Hall à Hiroshima.
| Ordre | Bloc | Match                                                                                              | Temps |
| ----- | --- | -------------------------------------------------------------------------------------------------- | ----- |
| 1     | | Katsuya Murashima, Toru Yano et Boltin Oleg (en) battent Shoma Kato, Tomoaki Honma et Hirooki Gotō | 5:10  |
| 2     | Los Ingobernables de Japon (Bushi et Yota Tsuji) battent Guerrillas of Destiny (Jado (en) et El Phantasmo) | 7:04                                                                                               |       |
| 3     | United Empire (Francesco Akira et Henare) battent Bullet Club War Dogs (Gedo et David Finlay)              | 8:14                                                                                               |       |
| 4     | B | Kōnosuke Takeshita (4 pts) bat Jeff Cobb (2 pts) par tombé                                         | 10:28 |
| 5     | A | Zack Sabre, Jr. (6 pts) bat Callum Newman (en) (2 pts) par soumission                              | 11:56 |
| 6     | A | Shingo Takagi (4 pts) bat Great-O-Khan (0 pts) par tombé                                           | 11:05 |
| 7     | A | Gabe Kidd (en) (4 pts) bat Shota Umino (2 pts) par tombé                                           | 15:56 |
| 8     | A | Evil (6 pts) bat Sanada (2 pts) par tombé                                                          | 18:06 |
| 9     | A | Tetsuya Naitō (2 pts) bat Jake Lee (2 pts) par tombé                                               | 17:05 |

#### Journée 4
Le 25 juillet, au Sun Messe à Takamatsu.
| Ordre | Bloc | Match                                                                         | Temps |
| ----- | --- | ----------------------------------------------------------------------------- | ----- |
| 1     | | Just 5 Guys (Taka Michinoku et Sanada) battent Katsuya Murashima et Toru Yano | 6:30  |
| 2     | United Empire (Francesco Akira, Callum Newman (en) et Great-O-Khan) battent Shoma Kato, Tomoaki Honma et Shota Umino | 8:11                                                                          |       |
| 3     | Bullet Club War Dogs (Gabe Kidd (en) et Jake Lee) battent TMDK (Kosei Fujita (en) et Zack Sabre, Jr.)                | 7:33                                                                          |       |
| 4     | Los Ingobernables de Japon (Shingo Takagi et Tetsuya Naitō) battent House of Torture (Dick Togo et Evil)             | 8:44                                                                          |       |
| 5     | B | Hirooki Gotō (2 pts) bat Boltin Oleg (en) (2 pts) par tombé                   | 10:17 |
| 6     | B | Ren Narita (4 pts) bat Jeff Cobb (2 pts) par tombé                            | 12:03 |
| 7     | B | El Phantasmo (2 pts) bat Yota Tsuji (2 pts) par tombé                         | 18:12 |
| 8     | B | David Finlay (2 pts) bat Henare (4 pts) par tombé                             | 16:05 |
| 9     | B | Yuya Uemura (en) (6 pts) bat Kōnosuke Takeshita (4 pts) par tombé             | 23:11 |

#### Journée 5
Le 27 juillet, au Dejima Messe à Nagasaki.
| Ordre | Bloc | Match                                                                | Temps |
| ----- | --- | -------------------------------------------------------------------- | ----- |
| 1     | | Kōnosuke Takeshita et Henare battent Katsuya Murashima et Shoma Kato | 6:53  |
| 2     | Toru Yano et Boltin Oleg (en) battent Guerrillas of Destiny (Jado (en) et El Phantasmo)                 | 6:13                                                                 |       |
| 3     | United Empire (Francesco Akira et Jeff Cobb) battent Just 5 Guys (Taka Michinoku et Yuya Uemura (en))   | 5:51                                                                 |       |
| 4     | House of Torture (Yoshinobu Kanemaru et Ren Narita) battent Bullet Club War Dogs (Gedo et David Finlay) | 5:13                                                                 |       |
| 5     | Los Ingobernables de Japon (Bushi et Yota Tsuji) battent Tomoaki Honma et Hirooki Gotō                  | 6:14                                                                 |       |
| 6     | A | Callum Newman (en) (4 pts) bat Shingo Takagi (4 pts) par tombé       | 12:51 |
| 7     | A | Sanada (4 pts) bat Gabe Kidd (en) (4 pts) par tombé                  | 11:14 |
| 8     | A | Shota Umino (4 pts) bat Great-O-Khan (0 pts) par tombé               | 15:07 |
| 9     | A | Zack Sabre, Jr. (8 pts) bat Jake Lee (2 pts) par soumission          | 17:47 |
| 10    | A | Evil (8 pts) bat Tetsuya Naitō (2 pts) par tombé                     | 15:11 |

#### Journée 6
Le 28 juillet, au Convention Center de Fukuoka.
| Ordre | Bloc | Match                                                                         | Temps |
| ----- | --- | ----------------------------------------------------------------------------- | ----- |
| 1     | | Toru Yano et Hiroshi Tanahashi battent Just 5 Guys (Taka Michinoku et Sanada) | 6:21  |
| 2     | United Empire (Great-O-Khan et Callum Newman (en)) battent House of Torture (Dick Togo et Evil)                                    | 6:38                                                                          |       |
| 3     | TMDK (Kosei Fujita (en) et Zack Sabre, Jr.) battent Tomoaki Honma et Shota Umino                                                   | 6:06                                                                          |       |
| 4     | Los Ingobernables de Japon (Bushi, Tetsuya Naitō et Shingo Takagi) battent Bullet Club War Dogs (Gedo, Gabe Kidd (en) et Jake Lee) | 7:01                                                                          |       |
| 5     | B | Boltin Oleg (en) (4 pts) bat El Phantasmo (2 pts) par tombé                   | 12:17 |
| 6     | B | Jeff Cobb (4 pts) bat Yuya Uemura (en) (6 pts) par tombé                      | 12:30 |
| 7     | B | Kōnosuke Takeshita (6 pts) bat Henare (4 pts) par tombé                       | 13:19 |
| 8     | B | David Finlay (4 pts) bat Ren Narita (4 pts) par tombé                         | 11:01 |
| 9     | B | Hirooki Gotō (4 pts) bat Yota Tsuji (2 pts) par tombé                         | 17:37 |

#### Journée 7
Le 29 juillet, au Convention Center de Fukuoka.
| Ordre | Bloc                                                                                           | Match                                                                                   | Temps |
| ----- | ---------------------------------------------------------------------------------------------- | --------------------------------------------------------------------------------------- | ----- |
| 1     |                                                                                                | Toru Yano et Hiroshi Tanahashi battent Just 5 Guys (Taka Michinoku et Yuya Uemura (en)) | 3:36  |
| 2     | Los Ingobernables de Japon (Bushi et Yota Tsuji) battent Katsuya Murashima et Boltin Oleg (en) | 8:28                                                                                    |       |
| 3     | United Empire (Henare et Jeff Cobb) battent Guerrillas of Destiny (Jado (en) et El Phantasmo)  | 7:41                                                                                    |       |
| 4     | House of Torture (Yoshinobu Kanemaru et Ren Narita) battent Tomoaki Honma et Hirooki Gotō      | 5:05                                                                                    |       |
| 5     | Francesco Akira et Kōnosuke Takeshita battent Bullet Club War Dogs (Gedo et David Finlay)      | 7:14                                                                                    |       |
| 6     | A                                                                                              | Evil (10 pts) bat Callum Newman (en) (4 pts) par tombé                                  | 9:08  |
| 7     | A                                                                                              | Great-O-Khan (2 pts) bat Jake Lee (2 pts) par tombé                                     | 11:19 |
| 8     | A                                                                                              | Shota Umino (6 pts) bat Zack Sabre, Jr. (8 pts) par tombé                               | 19:19 |
| 9     | A                                                                                              | Gabe Kidd (en) (6 pts) bat Shingo Takagi (4 pts) par tombé                              | 13:50 |
| 10    | A                                                                                              | Tetsuya Naitō (4 pts) bat Sanada (4 pts) par tombé                                      | 17:45 |

#### Journée 8
Le 31 juillet, au KDDI Ishin Hall à Yamaguchi. Lors de son match, Kosei Fujita (en) se blesse à cause d'une luxation acromio-claviculaire et manquera le reste des dates prévues.
| Ordre | Bloc | Match                                                                                     | Temps |
| ----- | --- | ----------------------------------------------------------------------------------------- | ----- |
| 1     | | Bullet Club War Dogs (Jake Lee et Gabe Kidd (en)) battent Katsuya Murashima et Shoma Kato | 4:38  |
| 2     | United Empire (Callum Newman (en) et Great-O-Khan) battent House of Torture (Dick Togo et Evil)                 | 7:07                                                                                      |       |
| 3     | Tomoaki Honma et Shota Umino battent Just 5 Guys (Taka Michinoku et Sanada)                                     | 7:04                                                                                      |       |
| 4     | Los Ingobernables de Japon (Tetsuya Naitō et Shingo Takagi) battent TMDK (Kosei Fujita (en) et Zack Sabre, Jr.) | 6:58                                                                                      |       |
| 5     | B | Yota Tsuji (4 pts) bat Boltin Oleg (en) (4 pts) par tombé                                 | 10:12 |
| 6     | B | Henare (6 pts) bat Yuya Uemura (en) (6 pts) par tombé                                     | 15:33 |
| 7     | B | Jeff Cobb (6 pts) bat El Phantasmo (2 pts) par tombé                                      | 11:13 |
| 8     | B | Ren Narita (6 pts) bat Hirooki Gotō (4 pts) par tombé                                     | 12:17 |
| 9     | B | David Finlay (6 pts) bat Kōnosuke Takeshita (6 pts) par tombé                             | 18:23 |

#### Journée 9
Le 3 août, à la Yamato Arena à Suita.
| Ordre | Bloc | Match | Temps |
| ----- | --- | --- | ----- |
| 1     | | United Empire (Francesco Akira, Henare et Jeff Cobb) et Kōnosuke Takeshita battent Katsuya Murashima, Shoma Kato, Tomoaki Honma et Hirooki Gotō | 8:18  |
| 2     | Toru Yano et Boltin Oleg (en) battent Bullet Club War Dogs (Gedo et David Finlay)                            | 5:37 |       |
| 3     | Just 5 Guys (Taka Michinoku et Yuya Uemura (en)) battent Guerrillas of Destiny (Jado (en) et El Phantasmo)   | 7:43 |       |
| 4     | Los Ingobernables de Japon (Bushi et Yota Tsuji) battent House of Torture (Yoshinobu Kanemaru et Ren Narita) | 5:14 |       |
| 5     | A | Jake Lee (4 pts) bat Callum Newman (en) (4 pts) par tombé                                                                                       | 11:15 |
| 6     | A | Great-O-Khan (4 pts) bat Evil (10 pts) par tombé                                                                                                | 16:21 |
| 7     | A | Tetsuya Naitō (6 pts) bat Gabe Kidd (en) (6 pts) par tombé                                                                                      | 14:08 |
| 8     | A | Sanada (6 pts) bat Shota Umino (6 pts) par tombé                                                                                                | 15:58 |
| 9     | A | Shingo Takagi (6 pts) bat Zack Sabre, Jr. (8 pts) par tombé                                                                                     | 16:13 |

#### Journée 10
Le 4 août, au gymnase de la préfecture d'Aichi à Nagoya.
| Ordre | Bloc | Match | Temps |
| ----- | --- | --- | ----- |
| 1     | | United Empire (Francesco Akira, Callum Newman (en) et Great-O-Khan) battent Shoma Kato, Toru Yano et Hiroshi Tanahashi | 7:23  |
| 2     | Bullet Club War Dogs (Jake Lee et Gabe Kidd (en)) battent Tomoaki Honma et Shota Umino                     | 9:58 |       |
| 3     | Los Ingobernables de Japon (Tetsuya Naitō et Shingo Takagi) battent Just 5 Guys (Taka Michinoku et Sanada) | 7:23 |       |
| 4     | B | David Finlay (8 pts) bat Boltin Oleg (en) (4 pts) par tombé                                                            | 12:46 |
| 5     | B | El Phantasmo (4 pts) bat Yuya Uemura (en) (6 pts) par tombé                                                            | 14:24 |
| 6     | B | Jeff Cobb (8 pts) bat Henare (6 pts) par tombé                                                                         | 12:45 |
| 7     | B | Hirooki Gotō (6 pts) bat Kōnosuke Takeshita (6 pts) par tombé                                                          | 14:20 |
| 8     | B | Yota Tsuji (6 pts) bat Ren Narita (6 pts) par tombé                                                                    | 20:13 |

#### Journée 11
Le 6 août, au Korakuen Hall à Tokyo.
| Ordre | Bloc | Match                                                                                    | Temps |
| ----- | --- | ---------------------------------------------------------------------------------------- | ----- |
| 1     | | Los Ingobernables de Japon (Bushi et Yota Tsuji) battent Katsuya Murashima et Shoma Kato | 3:40  |
| 2     | United Empire (Francesco Akira, Henare et Jeff Cobb) et Kōnosuke Takeshita battent Guerrillas of Destiny (Jado (en) et El Phantasmo), Toru Yano et Boltin Oleg (en) | 3:51                                                                                     |       |
| 3     | House of Torture (Yoshinobu Kanemaru et Ren Narita) battent Just 5 Guys (Taka Michinoku et Yuya Uemura (en))                                                        | 5:52                                                                                     |       |
| 4     | Tomoaki Honma et Hirooki Gotō battent Bullet Club War Dogs (Gedo et David Finlay)                                                                                   | 2:52                                                                                     |       |
| 5     | A | Great-O-Khan (6 pts) bat Callum Newman (en) (4 pts) par tombé                            | 8:17  |
| 6     | A | Jake Lee (6 pts) bat Gabe Kidd (en) (6 pts) par décompte à l'extérieur                   | 4:53  |
| 7     | A | Zack Sabre, Jr. (10 pts) bat Evil (10 pts) par tombé                                     | 0:19  |
| 8     | A | Tetsuya Naitō (8 pts) bat Shota Umino (6 pts) par tombé                                  | 16:48 |
| 9     | A | Sanada (8 pts) bat Shingo Takagi (6 pts) par tombé                                       | 19:55 |

#### Journée 12
Le 7 août, au Korakuen Hall à Tokyo.
| Ordre | Bloc | Match                                                                                             | Temps |
| ----- | --- | ------------------------------------------------------------------------------------------------- | ----- |
| 1     | | United Empire (Callum Newman (en) et Great-O-Khan) battent Just 5 Guys (Taka Michinoku et Sanada) | 5:47  |
| 2     | Bullet Club War Dogs (Jake Lee et Gabe Kidd (en)) battent Tomoaki Honma et Shota Umino                   | 4:30                                                                                              |       |
| 3     | Los Ingobernables de Japon (Tetsuya Naitō et Shingo Takagi) battent House of Torture (Dick Togo et Evil) | 6:13                                                                                              |       |
| 4     | B | Jeff Cobb (10 pts) bat Boltin Oleg (en) (4 pts) par tombé                                         | 10:14 |
| 5     | B | Kōnosuke Takeshita (8 pts) bat El Phantasmo (4 pts) par tombé                                     | 17:22 |
| 6     | B | Yota Tsuji (8 pts) bat Henare (6 pts) par tombé                                                   | 15:38 |
| 7     | B | Ren Narita (8 pts) bat Yuya Uemura (en) (6 pts) par tombé                                         | 11:42 |
| 8     | B | Hirooki Gotō (8 pts) bat David Finlay (8 pts) par tombé                                           | 17:51 |

#### Journée 13
Le 8 août, au Yokohama Budokan à Yokohama. À l'issue de cette journée, Zack Sabre Jr., avec 12 points, est déjà assuré de terminer à la première place du bloc A et de se qualifier pour la phase finale. À l'inverse, Callum Newman, Shota Umino, Gabe Kidd et Jake Lee ne peuvent plus se qualifier pour la phase finale et sont éliminés du tournoi.
| Ordre | Bloc | Match                                                                 | Temps |
| ----- | --- | --------------------------------------------------------------------- | ----- |
| 1     | | Toru Yano et Boltin Oleg (en) battent Katsuya Murashima et Shoma Kato | 4:06  |
| 2     | Kōnosuke Takeshita et Henare battent House of Torture (Yoshinobu Kanemaru et Ren Narita)                  | 4:42                                                                  |       |
| 3     | Tomoaki Honma et Hirooki Gotō battent Guerrillas of Destiny (Jado (en) et El Phantasmo)                   | 3:58                                                                  |       |
| 4     | United Empire (Francesco Akira et Jeff Cobb) battent Bullet Club War Dogs (Gedo et David Finlay)          | 5:52                                                                  |       |
| 5     | Los Ingobernables de Japon (Bushi et Yota Tsuji) battent Just 5 Guys (Taka Michinoku et Yuya Uemura (en)) | 6:22                                                                  |       |
| 6     | A | Tetsuya Naitō (10 pts) bat Callum Newman (en) (4 pts) par tombé.      | 6:55  |
| 7     | A | Great-O-Khan (8 pts) bat Sanada (8 pts) par tombé                     | 11:11 |
| 8     | A | Jake Lee (8 pts) bat Shota Umino (6 pts) par tombé                    | 16:01 |
| 9     | A | Zack Sabre, Jr. (12 pts) bat Gabe Kidd (en) (6 pts) par soumission    | 16:22 |
| 10    | A | Shingo Takagi (8 pts) bat Evil (10 pts) par tombé                     | 16:57 |

#### Journée 14
Le 10 août, à la Xebio Arena de Sendai. À l'issue de cette journée, Henare, El Phantasmo et Boltin Oleg sont éliminés du tournoi. Yuya Uemura souffre d'une blessure au bras droit au cours de son match et ne participera pas au reste du tournoi.
| Ordre | Bloc | Match | Temps |
| ----- | --- | --- | ----- |
| 1     | | United Empire (Francesco Akira, Callum Newman (en) et Great-O-Khan) battent Katsuya Murashima, Toru Yano et Hiroshi Tanahashi | 6:33  |
| 2     | Bullet Club War Dogs (Gedo, Gabe Kidd (en) et Jake Lee) battent Los Ingobernables de Japon (Bushi, Tetsuya Naitō et Shingo Takagi) | 8:44 |       |
| 3     | Tomoaki Honma et Shota Umino battent House of Torture (Dick Togo et Evil)                                                          | 8:01 |       |
| 4     | B | Boltin Oleg (en) (6 pts) bat Kōnosuke Takeshita (8 pts) par tombé                                                             | 12:17 |
| 5     | B | Ren Narita (10 pts) bat Henare (6 pts) par tombé                                                                              | 13:15 |
| 6     | B | El Phantasmo (6 pts) bat Hirooki Gotō (8 pts) par tombé                                                                       | 13:06 |
| 7     | B | David Finlay (10 pts) bat Jeff Cobb (10 pts) par tombé                                                                        | 11:42 |
| 8     | B | Yuya Uemura (en) (8 pts) bat Yota Tsuji (8 pts) par tombé                                                                     | 16:15 |

#### Journée 15
Le 12 août, au City Hall Plaza Aore à Nagaoka. C'est la dernière journée de poules pour le bloc A. A l'issue de cette journée, Shingo Takagi et Great-O-Khan se qualifient en quarts de finale. Tetsuya Naito et Evil qui ont le même nombre de points sont quant à eux éliminés car ils ont perdu leurs matchs face à Takagi et O-Khan. Sanada est également éliminé.
| Ordre | Bloc | Match                                                                                      | Temps |
| ----- | --- | ------------------------------------------------------------------------------------------ | ----- |
| 1     | | Hiroshi Tanahashi et Hirooki Gotō battent Los Ingobernables de Japon (Bushi et Yota Tsuji) | 6:39  |
| 2     | Guerrillas of Destiny (Jado (en) et El Phantasmo) battent Bullet Club War Dogs (Gedo et David Finlay)                                                         | 7:02                                                                                       |       |
| 3     | House of Torture (Yoshinobu Kanemaru, Sho, Yujiro Takahashi et Ren Narita) battent United Empire (Francesco Akira, Henare et Jeff Cobb) et Kōnosuke Takeshita | 8:48                                                                                       |       |
| 4     | A | Gabe Kidd (en) (8 pts) bat Callum Newman (en) (4 pts) par tombé                            | 6:52  |
| 5     | A | Zack Sabre, Jr. (14 pts) bat Sanada (8 pts) par tombé                                      | 15:44 |
| 6     | A | Shingo Takagi (10 pts) bat Jake Lee (8 pts) par tombé                                      | 13:50 |
| 7     | A | Shota Umino (8 pts) bat Evil (10 pts) par tombé                                            | 19:45 |
| 8     | A | Great-O-Khan (10 pts) bat Tetsuya Naitō (10 pts) par tombé                                 | 18:58 |

#### Journée 16
Le 14 août, à la Hamamatsu Arena à Hamamatsu,. C'est la dernière journée de poules pour le bloc B. Boltin Oleg gagne son combat de tournoi contre Yuya Uemura par forfait à la suite d'une blessure de ce dernier. David Finlay arrive premier du bloc avec 12 points, Konosuke Takeshita et Yota Tsuji se qualifient en quarts avec 10 points. Jeff Cobb et Ren Narita finissent le tournoi avec 10 points mais sont éliminés à cause de leurs défaites face à Takeshita et Tsuji. Hirooki Gotō est également éliminé.
| Ordre | Bloc | Match                                                                 | Temps |
| ----- | --- | --------------------------------------------------------------------- | ----- |
| 1     | | Boltin Oleg (en) et Toru Yano battent Katsuya Murashima et Shoma Kato | 4:08  |
| 2     | Bullet Club War Dogs (Jake Lee et Gabe Kidd (en)) battent Just 5 Guys (Taka Michinoku et Sanada)                                               | 4:54                                                                  |       |
| 3     | Tomoaki Honma et Shota Umino battent House of Torture (Dick Togo et Evil)                                                                      | 7:10                                                                  |       |
| 4     | United Empire (Francesco Akira, Callum Newman (en) et Great-O-Khan) battent Los Ingobernables de Japon (Bushi, Tetsuya Naitō et Shingo Takagi) | 8:30                                                                  |       |
| 5     | B | Henare (8 pts) bat Hirooki Gotō (8 pts) par tombé                     | 12:46 |
| 6     | B | David Finlay (12 pts) bat El Phantasmo (6 pts) par tombé              | 12:30 |
| 7     | B | Kōnosuke Takeshita (10 pts) bat Ren Narita (10 pts) par tombé         | 16:47 |
| 8     | B | Yota Tsuji (10 pts) bat Jeff Cobb (10 pts) par tombé                  | 11:37 |

### Phase finale
Les quarts de finales se tiendront le 15 août, les demi-finales se tiendront le 17 août et la finale le 18 août.

#### Quarts de finale
Le 15 août, au Makuhari Messe à Chiba. Après le premier match, Taiji Ishimori apparait sur la scène pour confronter le champion poids lourds junior IWGP Douki.
| Ordre | Match | Temps |
| ----- | --- | ----- |
| 1     | Just 5 Guys (Taka Michinoku, Douki, Taichi et Sanada) battent Katsuya Murashima, Tomoaki Honma et Bishamon (Yoshi-Hashi et Hirooki Gotō) | 6:52  |
| 2     | Boltin Oleg (en), Toru Yano et Hiroshi Tanahashi battent House of Torture (Yoshinobu Kanemaru, Sho et Yujiro Takahashi)                  | 8:40  |
| 3     | Bullet Club War Dogs (Jake Lee et Gabe Kidd (en)) battent United Empire (Jeff Cobb et Francesco Akira)                                   | 6:48  |
| 4     | United Empire (Callum Newman (en) et Henare) battent Los Ingobernables de Japon (Bushi et Tetsuya Naitō)                                 | 6:51  |
| 5     | House of Torture (Dick Togo, Ren Narita et Evil) battent Guerrillas of Destiny (El Phantasmo et Jado (en)) et Shota Umino                | 7:40  |
| 6     | TMDK (Hartley Jackson (en) et Zack Sabre, Jr.) battent Bullet Club War Dogs (Gedo et David Finlay)                                       | 9:34  |
| 7     | Quarts de finale : Shingo Takagi bat Great-O-Khan par tombé                                                                              | 20:50 |
| 8     | Quarts de finale : Yota Tsuji bat Kōnosuke Takeshita par tombé                                                                           | 21:30 |

#### Demi-finales
Le 17 août, au Ryōgoku Kokugikan à Tokyo. Après le 6e match, Hiromu Takahashi confronte le champion NEVER Henare, et Great-O-Khan confronte le champion du monde IWGP Tetsuya Naitō qu'il a battu lors du tournoi. Yota Tsuji et Zack Sabre, Jr. se qualifient pour la finale du tournoi. Après le match de Sabre, Tsuji arrive sur le ring pour le confronter et les deux catcheurs se serrent la main.
| Ordre | Match | Temps |
| ----- | --- | ----- |
| 1     | TMDK (Robbie Eagles et Mikey Nicholls) battent Katsuya Murashima et Yoshi-Hashi                                                                                        | 9:26  |
| 2     | Bullet Club War Dogs (Jake Lee et Gabe Kidd (en)) battent Tomoaki Honma et Hirooki Gotō                                                                                | 7:41  |
| 3     | United Empire (Callum Newman (en) et Jeff Cobb) et Kōnosuke Takeshita battent Guerrillas of Destiny (Jado (en) et El Phantasmo) et Shota Umino                         | 8:33  |
| 4     | House of Torture (Yoshinobu Kanemaru, Sho, Yujiro Takahashi, Ren Narita et Evil) battent Ryusuke Taguchi, Tiger Mask, Boltin Oleg (en), Toru Yano et Hiroshi Tanahashi | 9:37  |
| 5     | Bullet Club (Drilla Moloney, Clark Connors et Taiji Ishimori) battent Just 5 Guys (Taka Michinoku, Taichi et Douki)                                                    | 8:02  |
| 6     | United Empire (Francesco Akira, Great-O-Khan et Henare) battent Los Ingobernables de Japon (Bushi, Hiromu Takahashi et Tetsuya Naitō)                                  | 9:07  |
| 7     | Demi-finales : Yota Tsuji bat David Finlay par tombé | 28:05 |
| 8     | Demi-finales : Zack Sabre, Jr. bat Shingo Takagi par soumission | 27:38 |

#### Finale
Le 18 août, au Ryōgoku Kokugikan à Tokyo,. Zack Sabre, Jr. remporte le G1 Climax pour la première fois de sa carrière et devient le premier catcheur britannique à gagner le trophée. Il annonce vouloir défier Tetsuya Naitō pour le championnat du monde poids lourds IWGP lors de King of Pro Wrestling le 14 octobre.
| Ordre | Match | Temps |
| ----- | --- | ----- |
| 1     | Ryusuke Taguchi et Tencozy (Satoshi Kojima et Hiroyoshi Tenzan) battent Katsuya Murashima, Tiger Mask et Yūji Nagata                                                 | 8:13  |
| 2     | Taichi bat Katsuya Murashima | 7:21  |
| 3     | TMDK (Mikey Nicholls et Robbie Eagles) battent Francesco Akira et Kōnosuke Takeshita                                                                                 | 9:32  |
| 4     | Bullet Club (Clark Connors, Drilla Moloney et Taiji Ishimori) battent Just 5 Guys (Douki, Sanada et Taka Michinoku)                                                  | 9:01  |
| 5     | Bishamon (Hirooki Gotō et Yoshi-Hashi) et Tomoaki Honma battent Bullet Club War Dogs (David Finlay, Gabe Kidd (en) et Jake Lee)                                      | 9:37  |
| 6     | House of Torture (Evil, Ren Narita, Sho, Yoshinobu Kanemaru et Yujiro Takahashi) battent Hiroshi Tanahashi, Toru Yano, El Phantasmo, Boltin Oleg (en) et Shota Umino | 8:43  |
| 7     | Los Ingobernables de Japon (Bushi, Hiromu Takahashi, Shingo Takagi et Tetsuya Naitō) battent United Empire (Callum Newman (en), Great-O-Khan, Henare et Jeff Cobb)   | 11:40 |
| 8     | Finale : Zack Sabre, Jr. bat Yota Tsuji par soumission | 31:04 |

## Tableau final

### Phase de poules
| Bloc A             | Bloc A | Bloc B             | Bloc B |
| Catcheur           | Points | Catcheur           | Points |
| ------------------ | ------ | ------------------ | ------ |
| Zack Sabre, Jr.    | 14     | David Finlay       | 12     |
| Shingo Takagi      | 10     | Kōnosuke Takeshita | 10     |
| Great-O-Khan       | 10     | Yota Tsuji         | 10     |
| Evil               | 10     | Ren Narita         | 10     |
| Tetsuya Naitō      | 10     | Jeff Cobb          | 10     |
| Sanada             | 8      | Boltin Oleg (en)   | 8      |
| Jake Lee           | 8      | Henare             | 8      |
| Shota Umino        | 8      | Hirooki Gotō       | 8      |
| Gabe Kidd (en)     | 8      | Yuya Uemura (en)   | 8      |
| Callum Newman (en) | 4      | El Phantasmo       | 6      |

| Bloc A    | Evil             | Kidd              | Lee            | Naitō             | Newman            | O-Khan            | Sabre             | Sanada            | Takagi            | Umino            |
| --------- | ---------------- | ----------------- | -------------- | ----------------- | ----------------- | ----------------- | ----------------- | ----------------- | ----------------- | ---------------- |
| Evil      |                  | Evil (10:21)      | Evil (11:20)   | Evil (15:11)      | Evil (9:08)       | O-Khan (16:21)    | Sabre (0:19)      | Evil (18:06)      | Takagi (16:57)    | Umino (19:45)    |
| Kidd      | Evil (10:21)     |                   | Lee (4:53)     | Naitō (14:08)     | Kidd (6:52)       | Kidd (12:01)      | Sabre (16:22)     | Sanada (11:14)    | Kidd (13:50)      | Kidd (15:56)     |
| Lee       | Evil (11:20)     | Lee (4:53)        |                | Naitō (17:05)     | Lee (11:15)       | O-Khan (11:19)    | Sabre (17:47)     | Lee (4:57)        | Takagi (13:50)    | Lee (16:01)      |
| Naitō     | Evil (15:11)     | Naitō (14:08)     | Naitō (17:05)  |                   | Naitō (6:55)      | O-Khan (18:58)    | Sabre (16:03)     | Naitō (17:45)     | Takagi (23:14)    | Naitō (16:48)    |
| Newman    | Evil (9:08)      | Kidd (6:52)       | Lee (11:15)    | Naitō (6:55)      |                   | O-Khan (8:17)     | Sabre (11:56)     | Sanada (8:41)     | Newman (12:51)    | Newman (9:46)    |
| O-Khan    | O-Khan (16:21)   | Kidd (12:01)      | O-Khan (11:19) | O-Khan (18:58)    | O-Khan (8:17)     |                   | Sabre (11:11)     | O-Khan (11:11)    | Takagi (11:05)    | Umino (15:07)    |
| Sabre     | Sabre (0:19)     | Sabre (16:22)     | Sabre (17:47)  | Sabre (16:03)     | Sabre (11:56)     | Sabre (11:11)     |                   | Sabre (15:44)     | Takagi (16:13)    | Umino (19:19)    |
| Sanada    | Evil (18:06)     | Sanada (11:14)    | Lee (4:57)     | Naitō (17:45)     | Sanada (8:41)     | O-Khan (11:11)    | Sabre (15:44)     |                   | Sanada (19:55)    | Sanada (15:58)   |
| Takagi    | Takagi (16:57)   | Kidd (13:50)      | Takagi (13:50) | Takagi (23:14)    | Newman (12:51)    | Takagi (11:05)    | Takagi (16:13)    | Sanada (19:55)    |                   | Umino (18:22)    |
| Umino     | Umino (19:45)    | Kidd (15:56)      | Lee (16:01)    | Naitō (16:48)     | Newman (9:46)     | Umino (15:07)     | Umino (19:19)     | Sanada (15:58)    | Umino (18:22)     |                  |
| Bloc B    | Boltin           | Cobb              | Finlay         | Gotō              | Henare            | Narita            | Phantasmo         | Takeshita         | Tsuji             | Uemura           |
| Boltin    |                  | Cobb (10:14)      | Finlay (12:46) | Gotō (10:17)      | Henare (8:05)     | Boltin (7:37)     | Boltin (12:17)    | Boltin (12:07)    | Tsuji (10:12)     | Boltin (Forfait) |
| Cobb      | Cobb (10:14)     |                   | Finlay (11:42) | Cobb (7:24)       | Cobb (12:45)      | Narita (12:03)    | Cobb (11:13)      | Takeshita (10:28) | Tsuji (11:37)     | Cobb (12:30)     |
| Finlay    | Finlay (12:46)   | Finlay (11:42)    |                | Gotō (17:51)      | Finlay (16:05)    | Finlay (11:01)    | Finlay (12:30)    | Finlay (18:23)    | Tsuji (19:50)     | Uemura (16:23)   |
| Gotō      | Gotō (10:17)     | Cobb (7:24)       | Gotō (17:51)   |                   | Henare (12:46)    | Narita (12:17)    | Phantasmo (13:06) | Gotō (14:20)      | Gotō (17:37)      | Uemura (12:38)   |
| Henare    | Henare (8:05)    | Cobb (12:45)      | Finlay (16:05) | Henare (12:46)    |                   | Narita (13:15)    | Henare (9:26)     | Takeshita (13:19) | Tsuji (15:38)     | Henare (15:33)   |
| Narita    | Boltin (7:37)    | Narita (12:03)    | Finlay (11:01) | Narita (12:17)    | Narita (13:15)    |                   | Narita (14:16)    | Takeshita (16:47) | Tsuji (20:13)     | Narita (11:42)   |
| Phantasmo | Boltin (12:17)   | Cobb (11:13)      | Finlay (12:30) | Phantasmo (13:06) | Henare (9:26)     | Narita (14:16)    |                   | Takeshita (17:22) | Phantasmo (18:12) | Phatasmo (14:24) |
| Takeshita | Boltin (12:07)   | Takeshita (10:28) | Finlay (18:23) | Gotō (14:20)      | Takeshita (13:19) | Takeshita (16:47) | Takeshita (17:22) |                   | Takeshita (17:12) | Uemura (23:11)   |
| Tsuji     | Tsuji (10:12)    | Tsuji (11:37)     | Tsuji (19:50)  | Gotō (17:37)      | Tsuji (15:38)     | Tsuji (20:13)     | Phantasmo (18:12) | Takeshita (17:12) |                   | Uemura (16:15)   |
| Uemura    | Boltin (Forfait) | Cobb (12:30)      | Uemura (16:23) | Uemura (12:38)    | Henare (15:33)    | Narita (11:42)    | Phatasmo (14:24)  | Uemura (23:11)    | Uemura (16:15)    |                  |

### Phase finale
|  | Quarts de finale   | Quarts de finale |                 |       | Demi-finales    | Demi-finales   |  |  | Finale         | Finale         |
|  | Quarts de finale   | Quarts de finale |                 |       | Demi-finales    | Demi-finales   |  |  | Finale         | Finale         |
|  |                    |                  |                 |       |                 |                |  |  |                |                |
|  | 15 août, Chiba     | 15 août, Chiba   |                 |       | 17 août, Tokyo  | 17 août, Tokyo |  |  | 18 août, Tokyo | 18 août, Tokyo |
|  | 15 août, Chiba     | 15 août, Chiba   |                 |       | 17 août, Tokyo  | 17 août, Tokyo |  |  | 18 août, Tokyo | 18 août, Tokyo |
|  | 15 août, Chiba     | 15 août, Chiba   | Zack Sabre, Jr. | Soum. |                 |                |  |  | 18 août, Tokyo | 18 août, Tokyo |
|  | Shingo Takagi      | Tombé            | Zack Sabre, Jr. | Soum. |                 |                |  |  | 18 août, Tokyo | 18 août, Tokyo |
|  | Shingo Takagi      | Tombé            | Shingo Takagi   | 27:38 |                 |                |  |  | 18 août, Tokyo | 18 août, Tokyo |
|  | Great-O-Khan       | 20:50            | Shingo Takagi   | 27:38 |                 |                |  |  | 18 août, Tokyo | 18 août, Tokyo |
|  | Great-O-Khan       | 20:50            |                 |       | Zack Sabre, Jr. | Soum.          |  |  |                |                |
|  |                    |                  |                 |       | Zack Sabre, Jr. | Soum.          |  |  |                |                |
|  |                    | Yota Tsuji       | 31:04           |       |                 |                |  |  |                |                |
|  | Kōnosuke Takeshita | Yota Tsuji       | 31:04           | 21:30 |                 |                |  |  |                |                |
|  | Kōnosuke Takeshita | Yota Tsuji       | Tombé           | 21:30 |                 |                |  |  |                |                |
|  | Yota Tsuji         | Yota Tsuji       | Tombé           | Tombé |                 |                |  |  |                |                |
|  | Yota Tsuji         | David Finlay     | 28:05           | Tombé |                 |                |  |  |                |                |
|  |                    | David Finlay     | 28:05           |       |                 |                |  |  |                |                |